# Imperiul Mongol

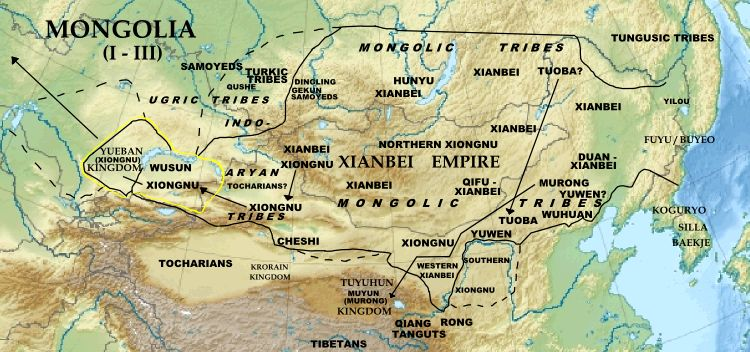

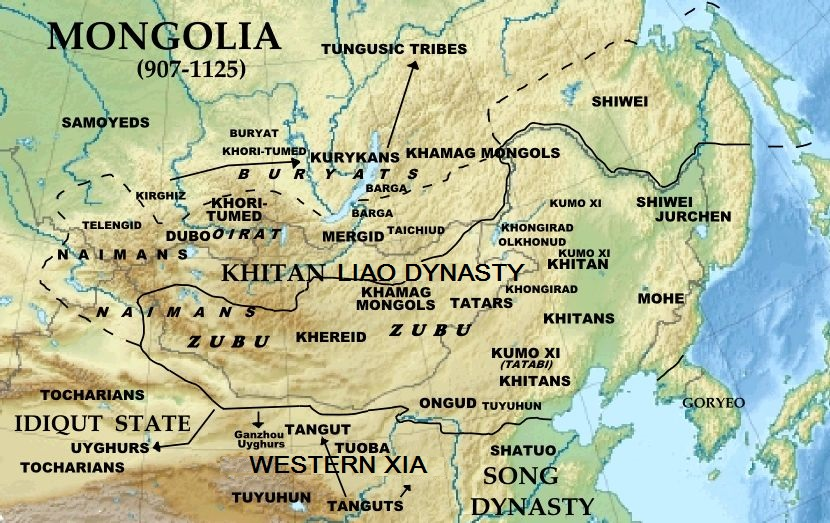

Imperiul Mongol, care s-a menținut între secolele XIII-XIV, a fost al doilea cel mai mare imperiu terestru din istorie. Expansiunea a pornit din stepele Asiei centrale, întinzându-se din Europa centrală și Levant până în Marea Japoniei și Siberia spre est, și în sud până în Indochina. 
Imperiul a fost format prin unificarea triburilor mongole și turcice, sub conducerea lui Genghis Khan, care s-a proclamat conducătorul tuturor mongolilor în 1206. Imperiul s-a extins rapid sub conducerea lui, iar sub succesorii săi, imperiul s-a extins pe diferite direcții, formând un vast imperiu transcontinental conectat la est de vest. Pax Mongolica permitea comerțul, tehnologiile, produsele de bazǎ și difuzarea ideologiilor în Eurasia.
Cuceririle mongole au dus la cele mai sângeroase și distrugătoare războaie din istoria omenirii, de pe urma cărora au pierit 80 de milioane de oameni doar în subcontinentul indian. În Persia, exterminările, bolile și distrugerea irigațiilor au dus la emigrări în masă și foamete, ce a dus la un declin drastic al populației. Aproximativ 10-15 milioane de oameni au murit în Iran.
Imperiul Mongol s-a împărțit din cauza războaielor de succesiune între nepoții lui Genghis Han, Tolui, Chagatai și Jochi. Oamenii lui Tolui au condus o epurare sângeroasă asupra facțiunilor ogodaizilor și chagataizilor. Disputele au continuat și între urmașii lui Tolui. După moartea lui Mongke, consulii rivali ai kurultaiului și-au ales diferiți succesori: Ariq Boke și Kublai Khan, ceea ce a dus la un război civil. Kublai a obținut puterea, dar a mai izbucnit încă un război civil pentru a-și recăpăta controlul asupra chagataizilor și ogodaizilor, dar fără succes.
Bătălia de la Ain Jalut din 1260 a marcat momentul maximului teritorial după ce mongolii au lansat incursiuni în Levant, dar s-au retas după bătălia de la Wadi al-Khazandar din factori geopolitici.
Imperiul Mongol s-a fracturat în patru hanate, fiecare urmărind propriile interese și obiective diferite: Hanatul Hoardei de Aur în nord-vest, Hanatul Chagatai în vest, Ilhanatul în sud-vest și dinastia Yuan în China care a fost răsturnată de dinastia Ming în 1368. Imperiul Mongol s-a dizolvat în cele din urmă până în sec. XVI-XVII, ultimele hanate fiind anihilate în secolul al XIX-lea.

## Istorie

### Contextul

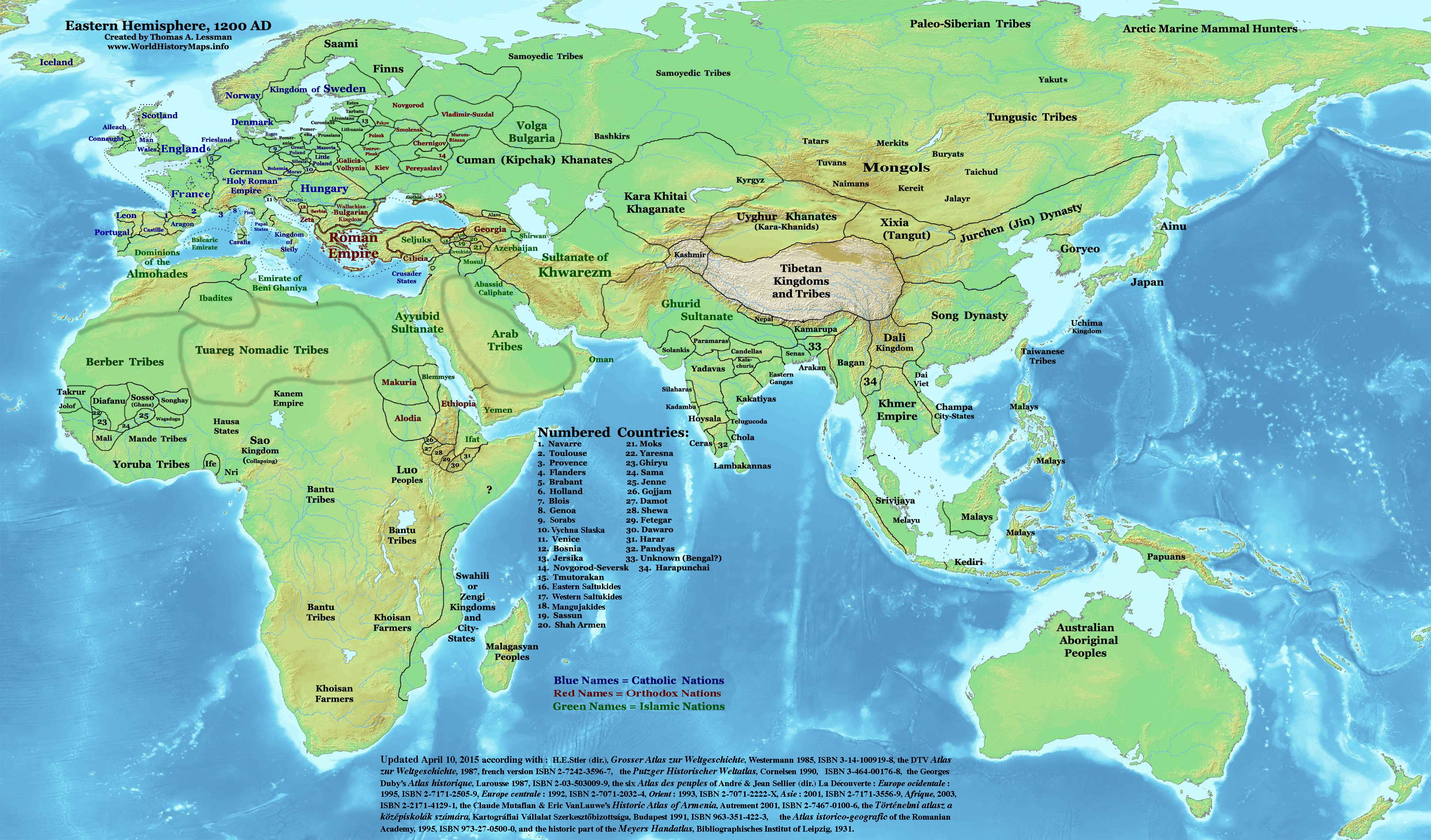
Formatiuni politice in Eurasia pana in secolul al XIII-lea.

Mongolii erau populații ce se ocupau cu păstoritul și erau stabiliți la nord de China. Erau nomazi, crescători de animale. Societatea era patriarhală cu o stratificare socială redusă. Aria ce cuprinde Mongolia, Manciuria și părți din nordul Chinei a fost controlată de dinastia Liao din secolul al X-lea. În 1125, dinastia Jin a fost fondată de jurceni ce au înlocuit dinastia Lioau și au încercat să obțină control asupra teritoriului Mongoliei deținut de fosta dinastie. În 1130, conducătorii dinastiei Jin, cunoscuți ca regii de aur, au reușit cu succes să reziste confederației mongole Khamag, condusă de Kabul Khan, străbunicul lui Temujin.
Platoul mongolian a fost ocupat de confederații de cinci triburi puternice khanlig: Kereiți, Khamagi, Naimani, Merkiți și Tătari. Împărații Jin, ce urmăreau politică de divide et impera, au încurajat disputele dintre triburi, în special dintre tătari și mongoli, pentru a menține triburile nomadice distrate de dorința de a ocupa Jin. Succesorul lui Kabul a fost Ambaghai Khan, ce a fost trădat de tătari, capturat de jurcheni și executat. Mongolii au încercat să se răzbune pentru raidul de la frontieră, rezultând un contra-atac eșuat al jurchenilor în 1143. În 1147, Jin a încercat să-și schimbe politică, semnând tratat de pace cu mongolii și retrăgându-se din multe forturi. Mongolii au continuat atacurile asupra tătarilor pentru a-și răzbuna moartea khan-ului, deschizând o perioada de ostilități active. Armatele Jin și tătare au înfrânt mongolii în cele din urmă, în 1161.
Pe parcursul ascensiunii imperiului mongol în secolul al XIII-lea, stepele reci si uscate din Asia centralǎ s-au bucurat de o climǎ mai blândǎ si ploioasǎ, ca urmare, numǎrul cailor a crescut rapid ceea ce va oferi un avantaj pentru puterea militarǎ a mongolilor.

### Ginghis Han

Ginghis Han

Temujin era fiul unei căpetenii mongole, având o copilărie dificilă. Provenea din tribul „Mongghol”, clanul „Borighin”, fiind fiul lui Yesughei, ce a fost otrăvit de un alt clan inamic. A creat o forță militară cu oameni din tribul lui și a învins succesiv diverse triburi din alte zone. A devenit un comandant militar destul de puternic . Între anii 1190-1206 a avut diverse victorii asupra merkiților, tătarilor, keraiților și naimanilor.
Când soția sa Borte a fost răpită de tribul rival, Temujin a unit triburile nomadice sub controlul său militar și politic. Aliații puternici erau prietenii tatălui sǎu, precum căpetenia keraizilor, Wang Khan și prietenul său din copilărie, fratele de sânge, Jamukha din clanul Jadran. Cu ajutorul lor, Temujin a învins tribul merkizilor, salvând-o pe soția sa, apoi i-a învins pe naimani și pe tătari.
A convocat o adunare a căpeteniilor de triburi dar și a căpeteniilor militare, un „kurultai”, în 1206. 
A interzis jefuirea dușmanilor săi fără permisiunea sa, și a implementat o politică de partajare a prăzilor între războinicii mongoli și familiile lor în loc să le ofere aristocraților. 
A primit titlul de Han. Politicile sale l-au adus în conflict cu unchii săi, ce erau de asemenea moștenitori legitimi la tron, susținând că Temujin nu era un lider legitim, ci un uzurpator insolent. Aceste controverse s-au răspândit și au ajuns la urechile generalilor săi și altor aliați, ceea ce i-a făcut să rupă alianța cu Temujin.
Războiul s-a declanșat, și Temujin cu forțele sale loiale au învins, anihilând toate triburile rivale rămase din 1203-1205 și le-a adus sub ascultare. A intrat în război cu Jamukha, pe care l-a învins, capturat și executat. În 1206, Temujin a fost încoronat ca hagan al Ulusului Mongol („han al hanilor”, „mare han”), de către consiliul adunării generalilor (kurultai). Și-a asumat titlul de Ginghis Han - conducător universal, ceea ce indică aspirația la universalism, marcând începutul Imperiului Mongol.

### Organizarea

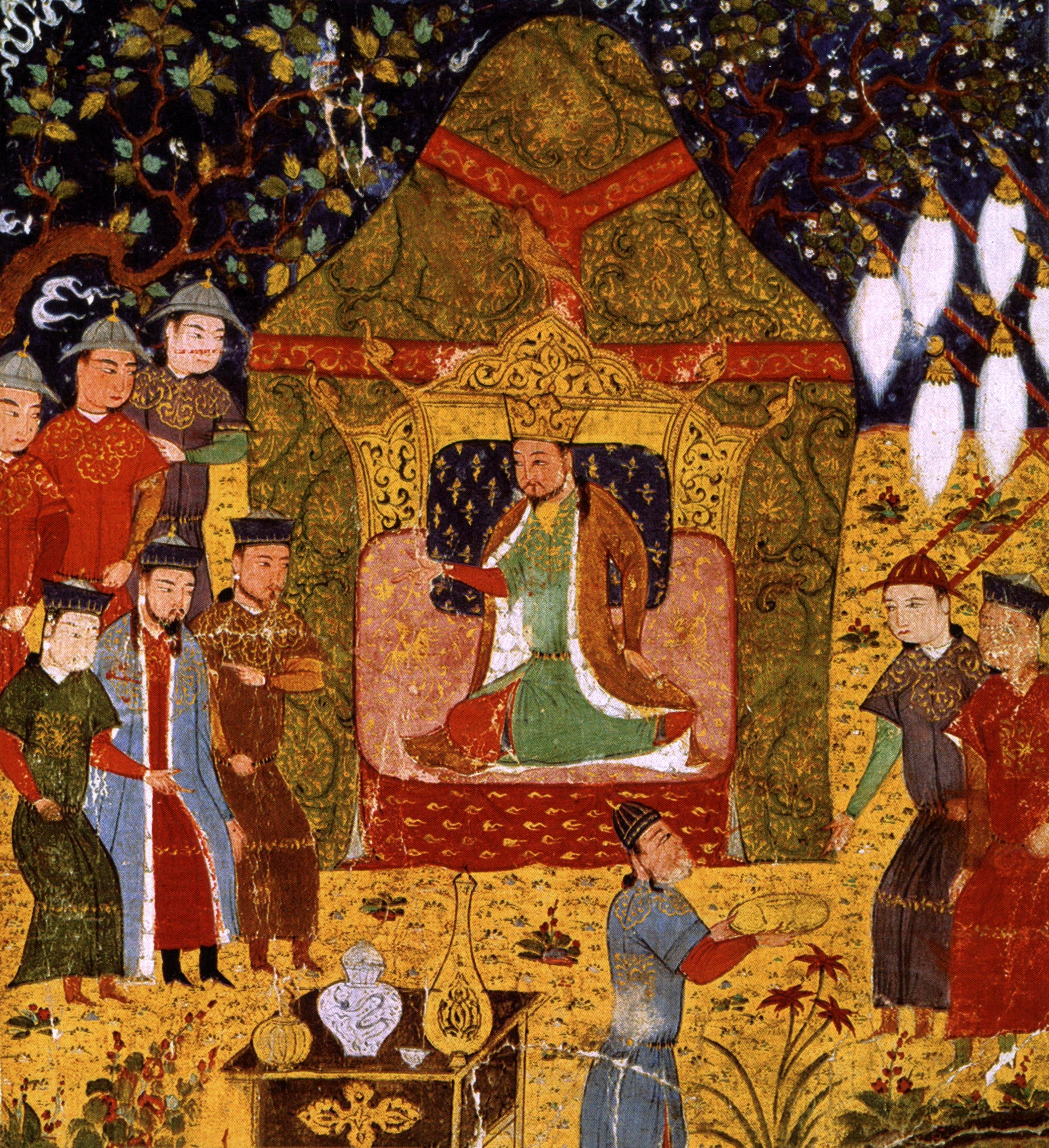
Ginghis Han pe tron, în regiunea Yeke Quriltay, de pe râul Onan

Expansiunea

Ginghis Han a impus multe căi inovative pentru organizarea armatei, divizând-o în subsecțiuni de arbani (10 oameni), zuuns (100), mingghani (1000), și tumensi (10 000).
Unitățile egale erau mai ușor de manevrat și de folosit pe câmpul de lupta , dar cel mai important era că oamenii sunt obligați să se despartă de trib și să acționeze împreună, dispărând astfel solidaritatea de trib. Oamenii erau amestecați , astfel nu mai există o unitate cu oamenii din același trib. Anterior, era o problema în privința controlului armatei, existând riscul ca respectivii soldați să întoarcă armele la comanda șefului de trib. Ori mecanismul acesta de a-i împrăștia în subunități în care marele han hotărăște cine e comandantul de unitate, orice procedura de trădare era infinit mai grea și practic imposibilă, controlul marelui han fiind mult mai puternic.
Kheshig, garda imperială (o elită de călăreți arcași lipsiți de individualitate, antrenați din greu să lupte și să tragă cu arcul încă din copilărie), a fost fondată și divizată în cea de zi (khorchin torghud) și cea de noapte (khevtuul). Ginghis a recompensat pe cei loiali și le-a oferit poziții înalte, în fruntea armatei sau gospodării, chiar dacă mulți dintre aliații săi erau din clanuri de ranguri mici.
Comparativ cu tovarășii săi loiali cărora le-a oferit unități, membrilor propriei sale familii le-a oferit foarte puține. A proclamat noua lege imperială: Ikh Zasaq sau Yassa, codificând tot ce ținea de viață de zi cu zi și afacerile politice ale nomazilor din aceea vreme. A interzis vânzarea femeilor, furtul proprietăților, lupta dintre mongoli și vânarea animalelor în timpul sezonului de împerechere.
L-a numit pe fratele său adoptiv, Shigi-Khuthugh ca judecător suprem - jarughachi, pentru a menține legislația imperiului. Ginghis Han a decretat de asemenea și libertatea religioasă și a sprijinit comerțul regional și cel internațional. I-a scutit pe cei săraci și pe clerici de taxe.
Thusii, musulmanii, budiștii și creștinii din Manciuria, nordul Chinei, India și Persia s-au alăturat lui Genghis în cuceririle sale. A încurajat alfabetizarea, adoptând alfabetul de la uiguri, și a ordonat scribului uigur Tatatunga, care îl slujise pe hanul naimanilor, să-i instruiască fii.
Ginghis le-a făgăduit mongolilor că au dreptul să stăpânească întreaga lume, începând astfel o expansiune mondială.

### Cucerirea Asiei

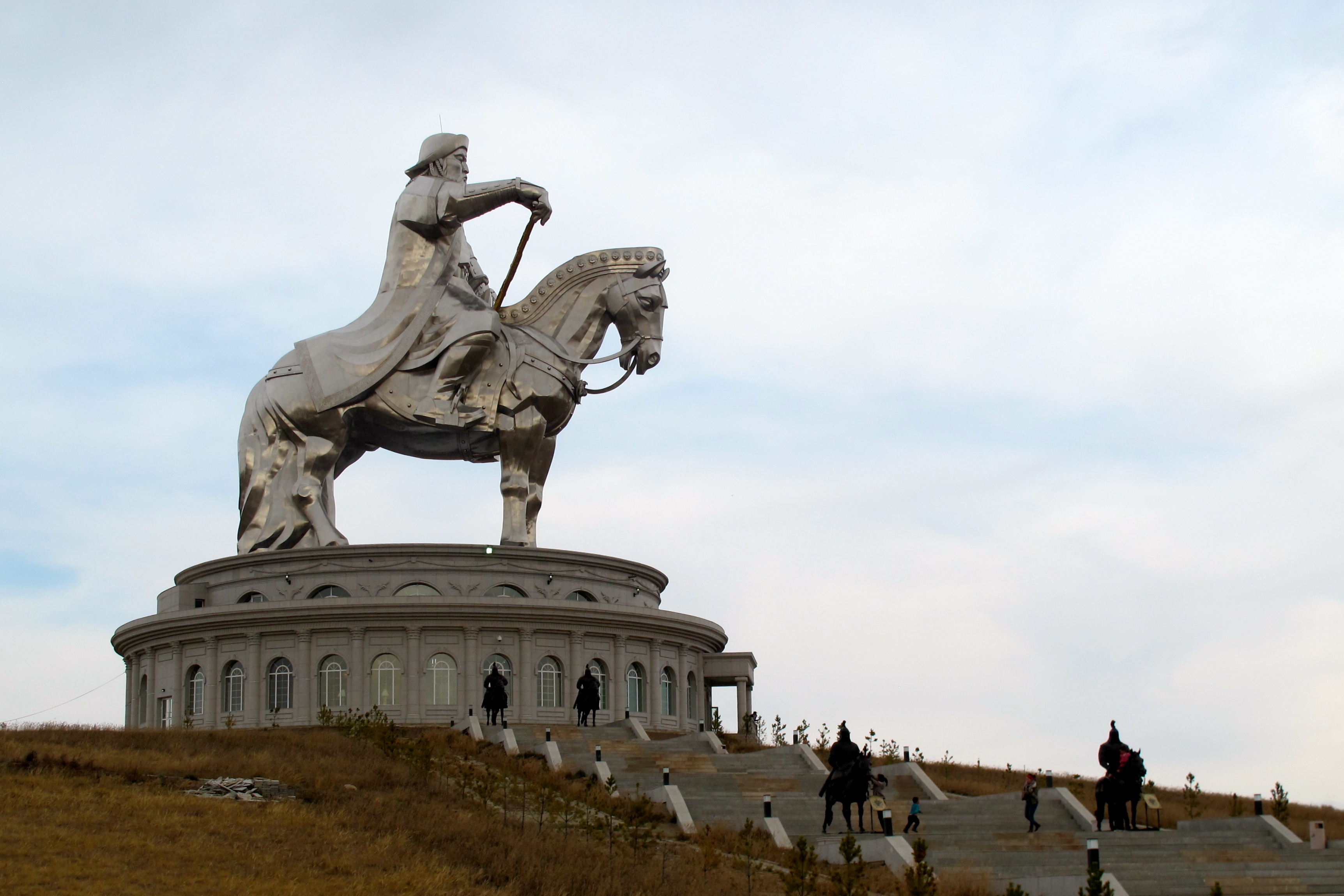
Statuia lui Genghis Khan

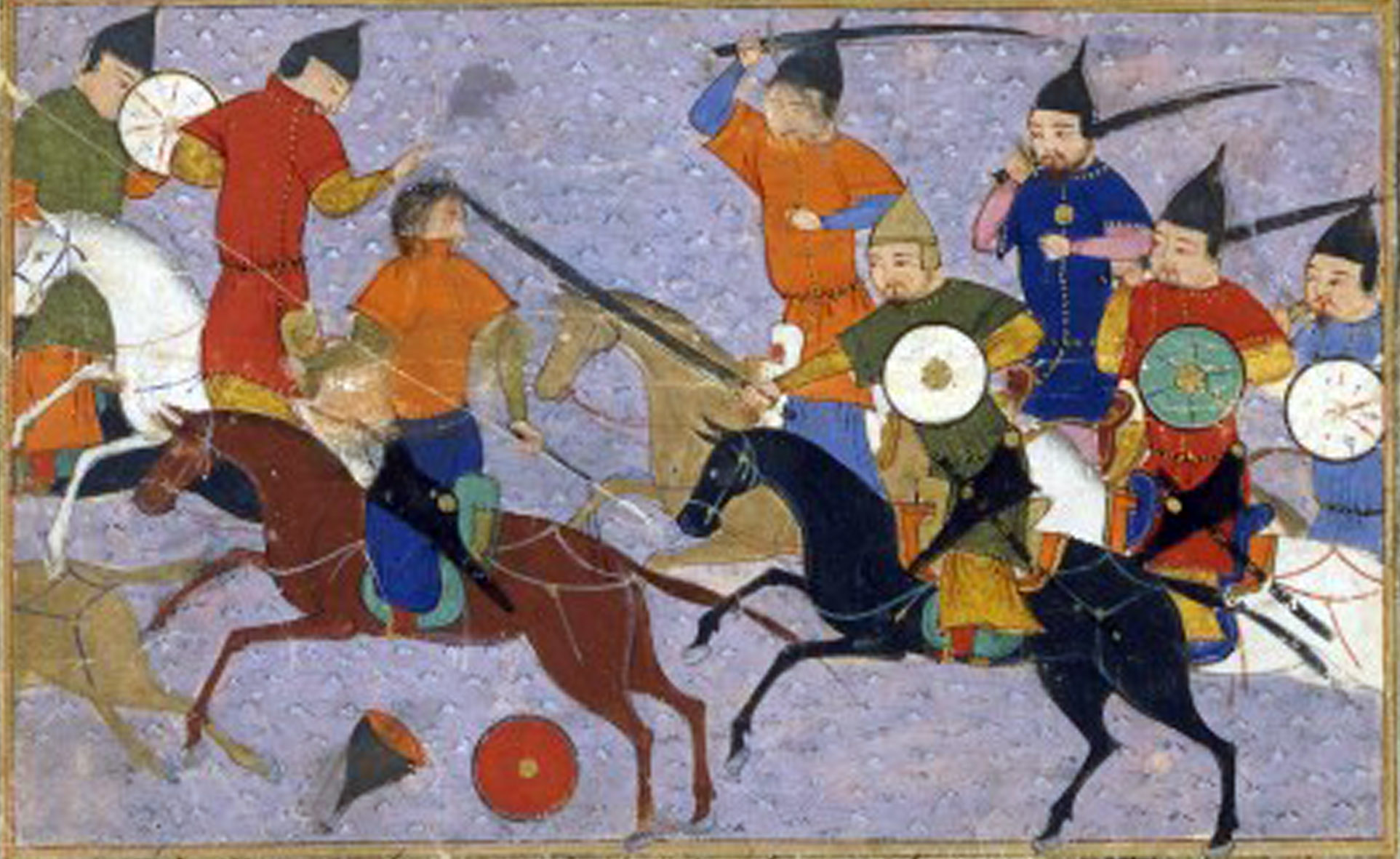
Batalie dintre chinezi si mongoli(1211)

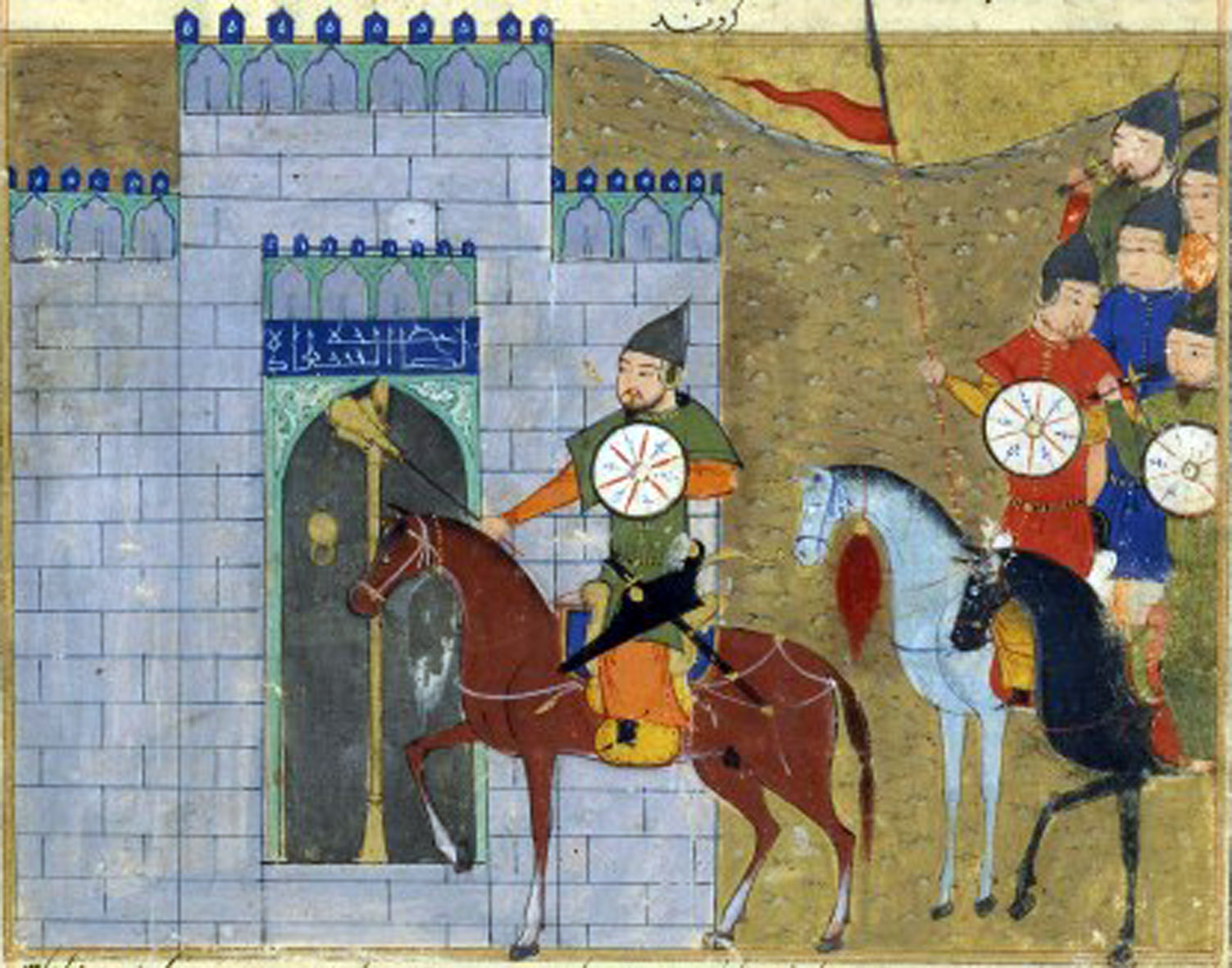
Cucerirea Beijingului (1213-1214)

Sunt supuse triburile de la nord de China în prima fază și regatul tanguților( China era împărțită în Imperiul Jin în nord-est , regatul Xia xia în nord vest și regatul Song în Vest). Impune tribut regatului Xia. 
Din 1211 încep campaniile împotriva Imperiului Jin. Nu reușește să definitiveze cucerirea, dar reușește să cucerească o bună parte din Imperiu, inclusiv Beijing-ul de astăzi, iar cu imperiul Song chiar colaborează împoriva Imperiului Jin. 
A intrat în conflict cu jurchenii și cu Xia de vest al tanguților din nordul Chinei. A încheiat o înțelegere cu Tibetul și Khara Khitai. 
Din 1218 s-a orientat spre Asia Centrală, cucerind Hanatul Kara-Khitan. A devastat Transoxiana și estul Persiei, îndreptându-se spre Rusia Kievană. 

A atacat Sultanatul Horezmului și i-a anexat teritoriile. I-a urmărit pe horezmieni cu două tumene conduse de generalii Djebe și Subotai până în nordul Persiei, prin zona Caucazului, ajungând în stepele nord-pontice unde îi înving pe cumani și pe ruși în Bătălia de la Râul Kalka din 1223. După victorie, trupele mongole s-au întors în Asia Centrală, făcând incursiuni în nordul Indiei.
Între 1226-1227, Genghis Khan a anexat regatul Xia-Xia pentru că nu a mai plătit tribut. Genghis Khan avea patru băieți legitimi care aveau experiență și comandaseră trupe. Djuci murise însă în condiții dubioase, fiind ucis de oamenii tatălui său pentru că nu a participat la un kurultai convocat.
Înaintea morții sale, Genghis Han a divizat imperiul fiilor săi și familiei apropiate, astfel, Imperiul Mongol devenise proprietatea întregii familii imperiale și a aristocraților, ce au constituit clasa conducătoare.

### Ogodai

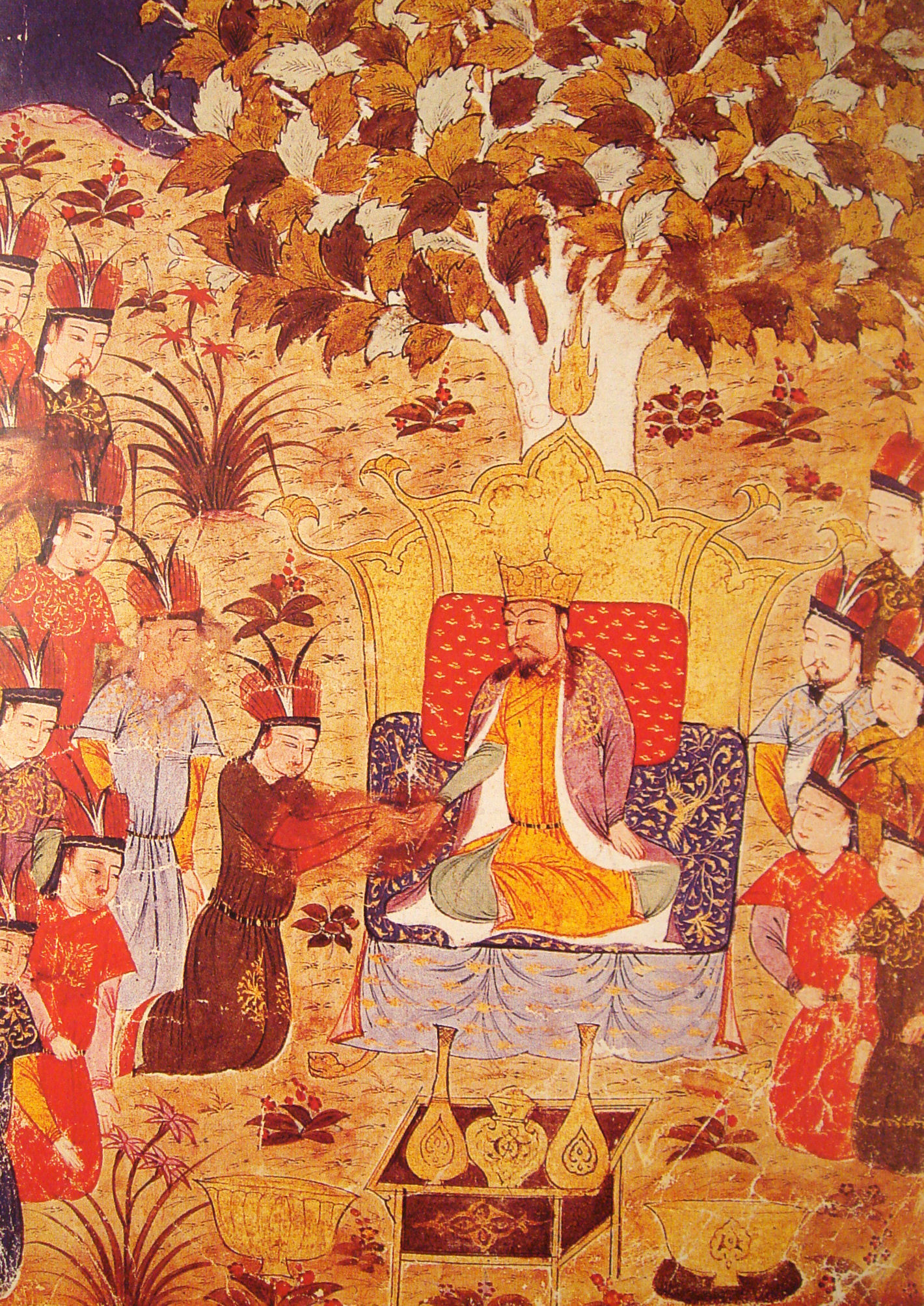
Incoronarea lui Ogodai

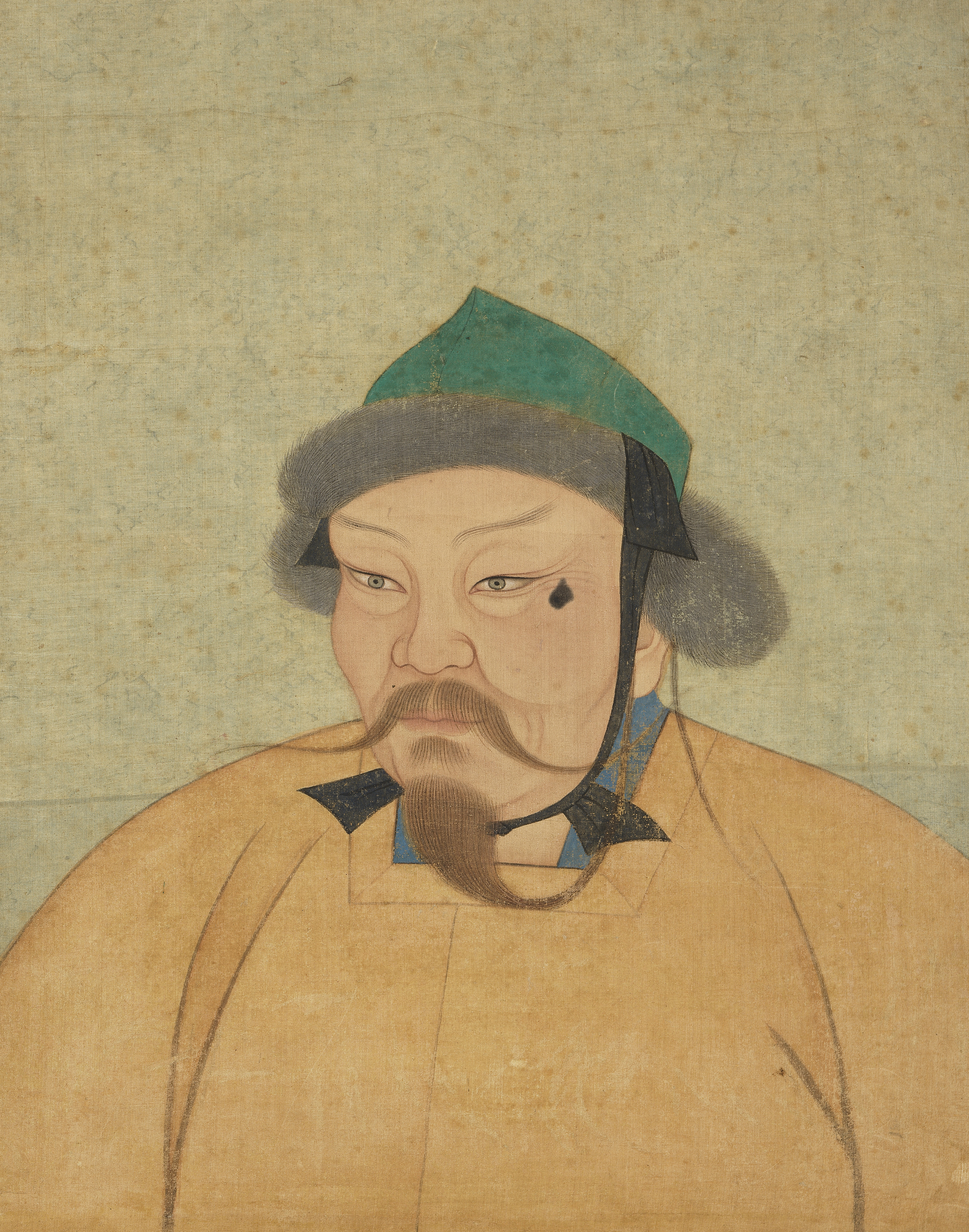
Ogodai

La moartea lui Genghis Han în 1227, Imperiul Mongol se întindea din Oceanul Pacific până la Marea Caspică. Borte a coordonat înțelegerea dintre cei trei fii ai săi. Genghis l-a numit pe al treilea fiu al său, Ogodai, ca moștenitor. Regența a fost menținută de fratele său mai tânăr, Tolui, până la alegerile formale ale lui Ogodai în cadrul Kurultai-ului din1229. 
Demnitatea de mare han era eligibilă, deci marele han era ales, această demnitate nefiind moștenită. Este ales însă numai dintre descendenții lui Ghinghis Han, acesta fiind aranjamentul ales de ceilalți doi frați.
Marile decizii sunt adoptate de kuriltai. Marele han avea autoritate absolută doar între kuriltai-uri, fiind o monarhie limitată/controlată. Ogodai impune ca domnia sǎ fie transmisǎ pe linia nepoților.
A trimis trupe pentru a-i subjuga pe bashchiri, pe bulgari și alte populații din stepele controlate de kipchack. 

În est, armatele lui Ogodai au restabilit autoritatea mongolă în Manciuria, nimicind regatul de est Xia și tătarii. În 1230, Ogodai a condus personal armata în campania împotriva regatului Jin. Generalul lui Ogodai a capturat capitala împăratului Aizong de Jin în urma asediului orașului Kaifeng în 1232. 

Regatul Jin a intrat în colaps în 1234 odată cu capturarea orașului Caizhou, orașul unde împăratul s-a refugiat. 
Cele trei armate comandate de fii lui Ogodai, Kochu și Koten, precum și tangutii conduși de Chagan, au invadat sudul Chinei. Cu sprijinul regatului Song, mongolii au distrus regatul Jin în 1234. Dorea să administreze stăpânirea chineză și a decis să se mergă spre apus, să se completeze ulus-ul lui Djuci. Djuci primise de la Ginghis Khan cea mai îndepărtată armată în nordul Asiei, sud-vestul Tibetului. 
 
În vest, generalul Chormaqn l-au învins pe Jalal ad-Din Mingburnu, ultimul șah al imperiului Khwarazmian. Micile regate din sudul Persiei s-au oferit să accepte supremația mongolă. 

În Asia de est, au fost conduse multe campanii împotriva Coreeii, dar cu mici succese. Regele Gojong al Goryeo s-a predat, dar ulterior s-a revoltat și a ucis observatorii mongoli-darughachi și și-a mutat curtea imperială din Gaesong pe insula Ganghwa. 

Pe parcurs ce imperiul creștea, Ogodai a stabilit capitala mongolă la Karakorum în nord-vestul Mongoliei. Comanda i se unuia dintre fii lui Djuci, lui Batu, ce i se alǎturǎ Subotai, om de încredere al hanului.

#### Invazia Rusiei Kievene si a estului Chinei

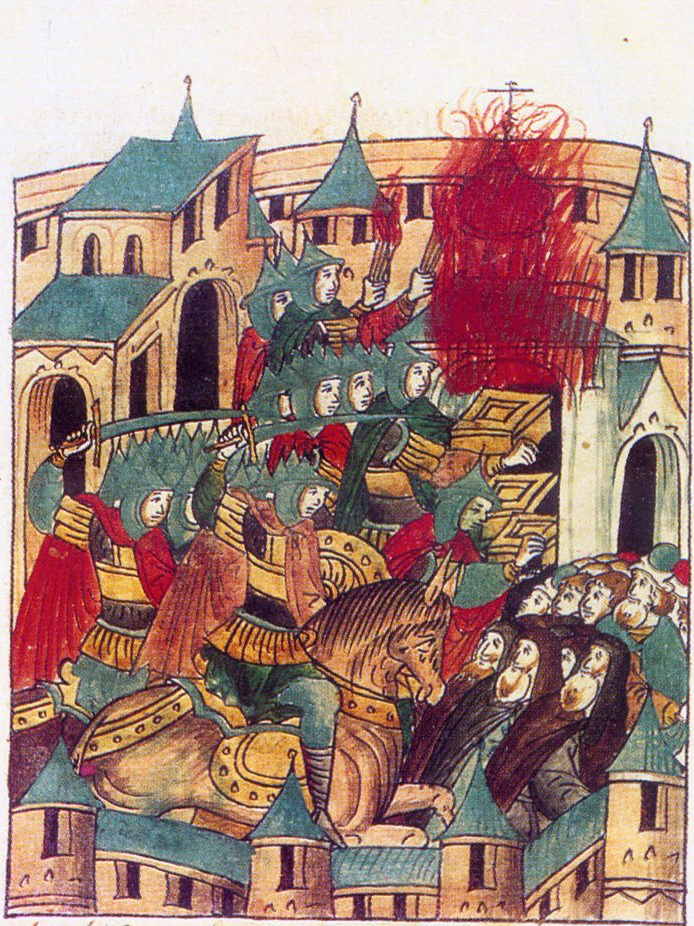
Jefuirea Suzdalului

Între timp, în cadrul acțiunii ofensive împotriva dinastiei Song, armatele mongole au capturat Siyang-yang, râul Yangtze și Sichuan, dar nu au reușit să securizeze controlul asupra teritoriilor cucerite. Generalii songoli au încercat să recaptureze Siyang-Yang de la mongoli în 1239. După moartea bruscă a fiului lui Ogodai, Kochu, pe teritoriul chinez, mongolii s-au retras din sudul Chinei, iar fratele lui Kochu, prințul Koten a invadat Tibetul imediat după retragere.
Un alt nepot al lui Genghis Han, Batu Han, a devastat teritoriile bulgarilor, alanilor, kypchaksilor, baschirilor, mordvinilor, cuvashilor, și altor populații din sudul stepelor Eurasiei. 
Din 1237, mongolii au început prima tentativă de cucerire a principatului Rusiei Kievene, Ryazan. După trei zile de asediu, mongolii au capturat orașul și au masacrat locuitorii orașului, apoi au distrus armata principatului lui Vladimir în bătălia de la Râul Sit.
Mongolii au capturat capitala Alaniei, Maghas, în 1238. Din 1240, toate principatele Rusiei Kievene au căzut sub stăpânirea mongolă, exceptând orașele nordice. Trupele mongole conduse de Chormagan în Persia au invadat Transcaucazia, apoi, alături de Batu și Subotai, au forțat pe nobilii din Georgia și Armenia să se predea. 
În ciuda succeselor militare, au continuat disputele interne. Relațiile dintre Guyuk, fiul mai mare al lui Ogodai, și Buri, nepotul lui Ghagatai Khan, erau tensionate în timpul banchetului de sărbătorire a victoriei a lui Batu, din sudul Rusiei Kievene. Guyuk și Buri n-au făcut nimic pentru a afecta poziția lui Batu cât timp unchiul lor Ogodai trăia. 
Între timp, Ogodai a continuă să invadeze India, devastând Uchch, Lahore și Multan al Sultanatului de la Delhi și a staționat observatori mongoli în Kashmir , până când invazia asupra Indiei a eșuat și au fost forțați să se retragă. În nord-estul Asiei, Ogodai a acceptat să încheie conflictul cu Goryeo făcând din Coreea un stat clientelar și trimițând o prințese mongole să se căsătorească cu prinții Goryeo. A consolidat "keshiq-ul" cu coreeni cu forțe militare și diplomatice.
Ogodai stabilește Ulus(zona oferitǎ în administrarea cuiva).

#### Invazia Europei

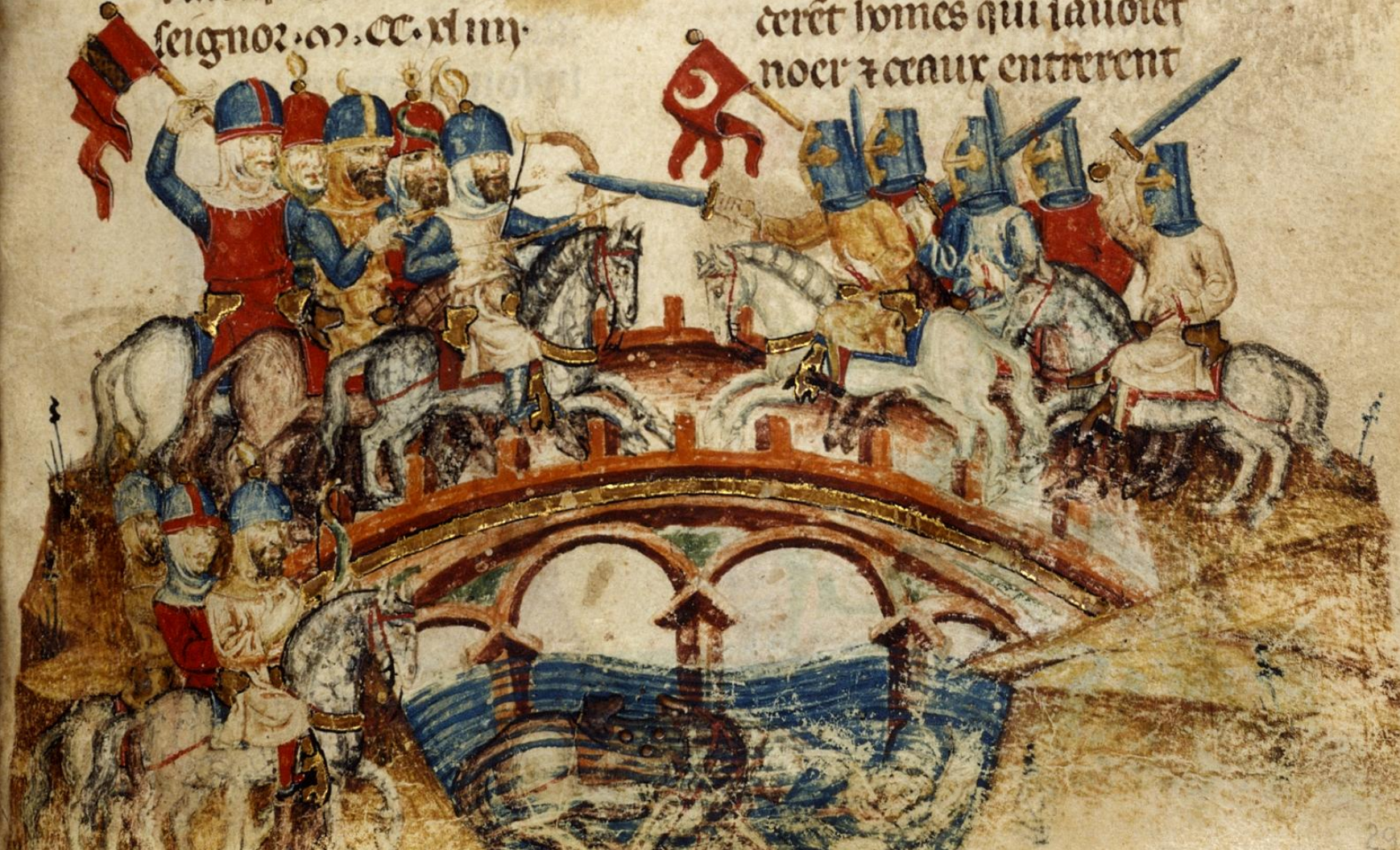
Batalia de la Mohi

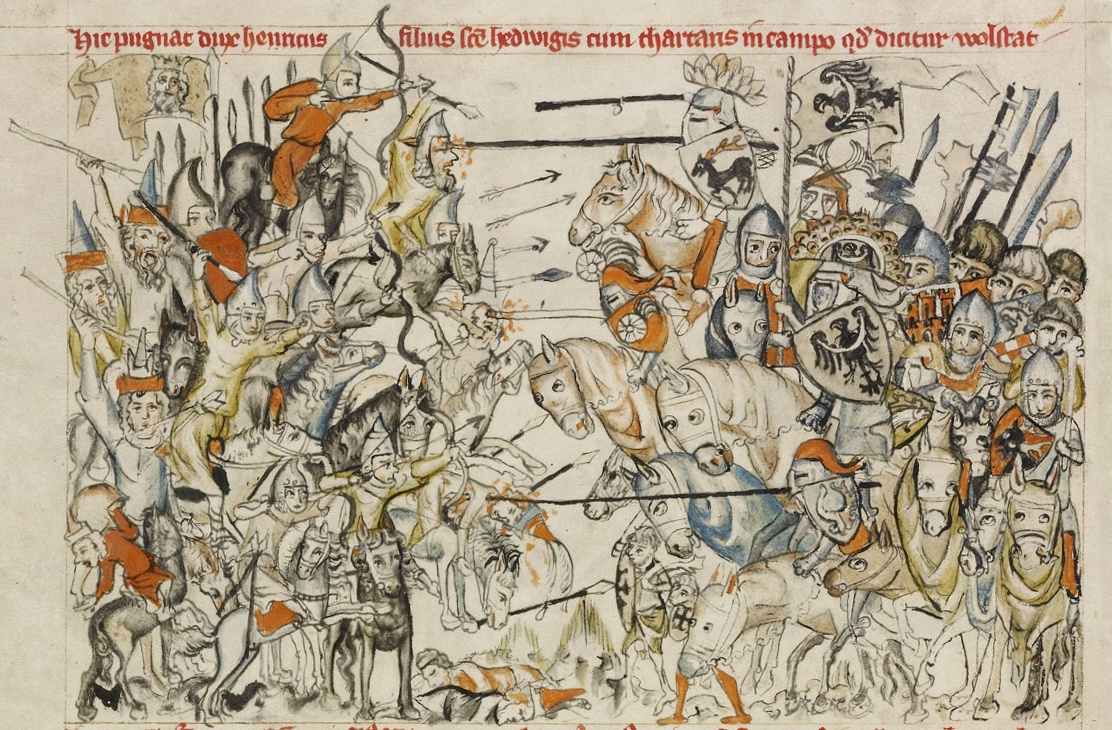
Batalia de la Legnica

Invazia mongolă a continuat în Europa centrală și estică. În 1236, obțin victorii asupra cumanilor, armata mongolă intrând pe la nord de Marea Caspică. Până în 1237 întreprind o expediție pe cursul mijlociu al fluviului Volga, devastând Bulgaria Mare ce era locuită de o ramură a protobulgarilor. În 1238 atacă Rusia, devastând cnezatele și obligând Novogrodul să plătească tribut. În 1239 devastează Crimeea și Caucaz. 
În 1240, aripa vestică a mongolilor ce a devastat orașele poloneze i-a determinat pe Polonia, Moravia și forțele militare ospitaliere, teutonice și templiere să pregătească suficiente forțe pentru a stopa avansarea mongolă în Bătălia de la Legnica. Regele Ungariei reușește să se retragă pe o flota pe mare unde mongolii nu au acces pentru că nu aveau forță. Armata maghiară, aliații croați și cavalerii templieri au fost învinși de mongoli în Bătălia de la Mohi pe 11 aprilie 1241. După victoria asupra cavalerilor europeni în Legnica și Muhi, armatele mongole au continuat să avanseze spre Kiev, Cnezatul Haliciului, Bohemia, Serbia, Babenberg și au pătruns în Imperiul Romano-German.
Înainte că forțele lui Batu să pătrundă în Viena și nordul Albaniei, a sosit știrea despre moartea lui Ogodai din decembrie 1241, astfel invazia a fost anulată. 
Conform tradițiilor militare, toți prinții din linia lui Genghis s-au dus la Kurultai pentru a se alege un succesor din rândurile lor. Batu și aripa vestică a armatei mongole s-a retras din Europa centrală în anul următor.
Batu avea în subordinea să o trupa numeroasă de veri , printre care și Guiuc, fiul lui Ogoddai, cu care Batu a avut un conflict, respectiv Guiuc nu a respectat ordinele lui Batu. În acel moment, după Marea Yasa el ar fi trebui să fie executat, dar era băiatul lui Ogodai. La sfatul lui Subotai, Guiuc a fost trimis acasă cu o scrisoarea lui Batu și una a lui Subotai care explicau sitatia. Se consideră că Ogodai a considerat că fiul sǎu a fost nedemn, fiind foarte supărat pe el. După moartea lui Ogodai, Guiuc rămăsese cu alte rude să tragă sforile pentru pregătirea următorului kuriltai, ceea ce îl face pe Batu și pe ceilalți să fie îngrijorați pentru ce se va întâmpla. Batu se întoarce prin Bulgaria, ajunge în Asia centrală și după multe negocieri durabile, în ciuda eforturilor, Guiuc devine mare han și se ia decizia atacării Imperiului Song .

### Perioada post Ogodai(1241–1251)

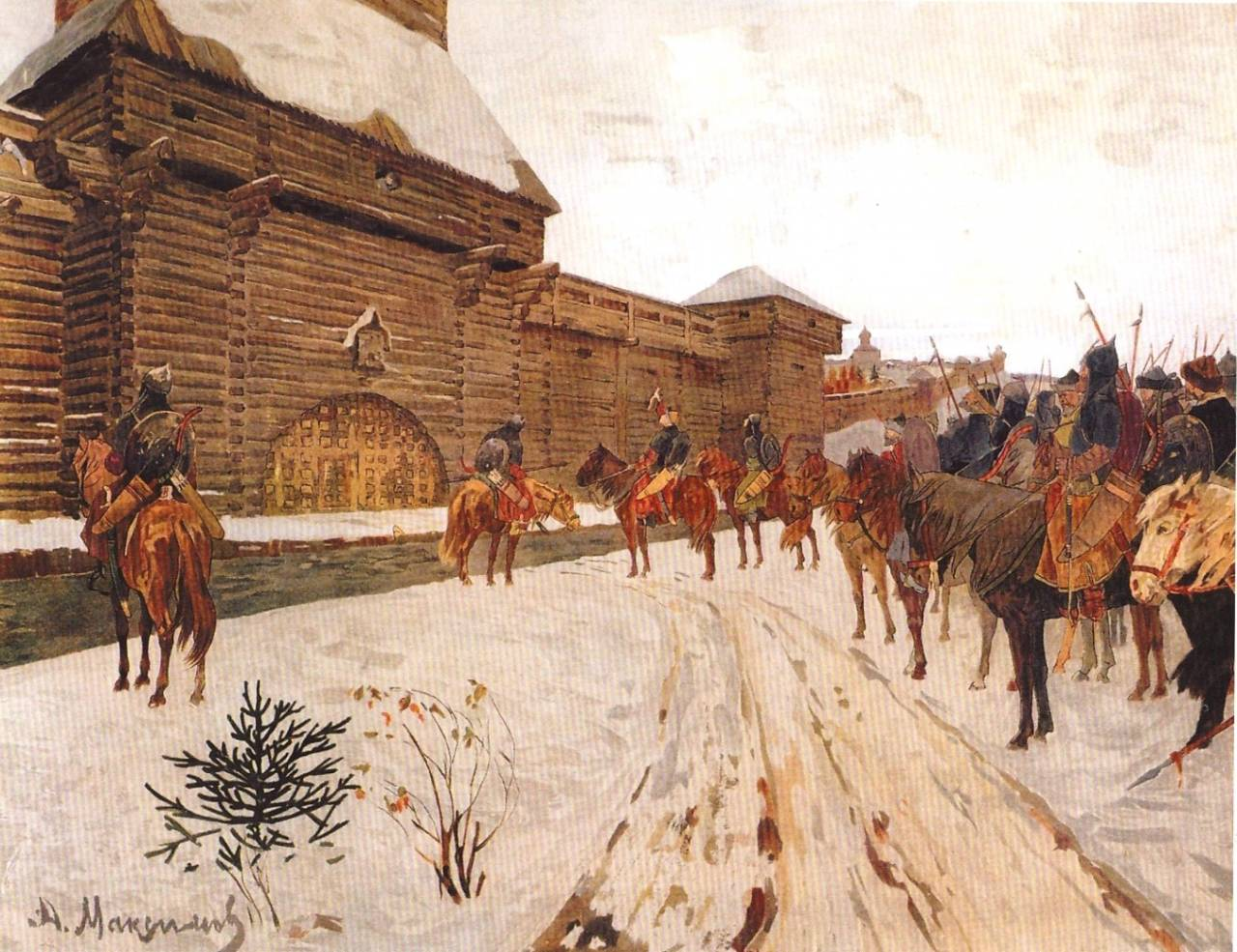
Mongolii la porțile orașului Vladimir

După moartea lui Ogodai din 1241, și înainte de noul kurultai, văduva lui Ogodai, Toregene a deținut puterea. A persecutat oficialii musulmani și pe Khitan, oferind poziții înalte aliaților ei. A construit palate, catedrale, și structuri sociale la scară imperială, sprijinind religia și educația.
A învins mulți mongoli aristocrați, sprijinindu-l pe Guyuk. Dar Batu, conducător al Hoardei de Aur, a refuzat să vină la kurultai, susținând că era bolnav și că clima era prea durǎ pentru el. Impasul statal a durat patru ani ceea ce a dus la destabilizarea unității imperiului.

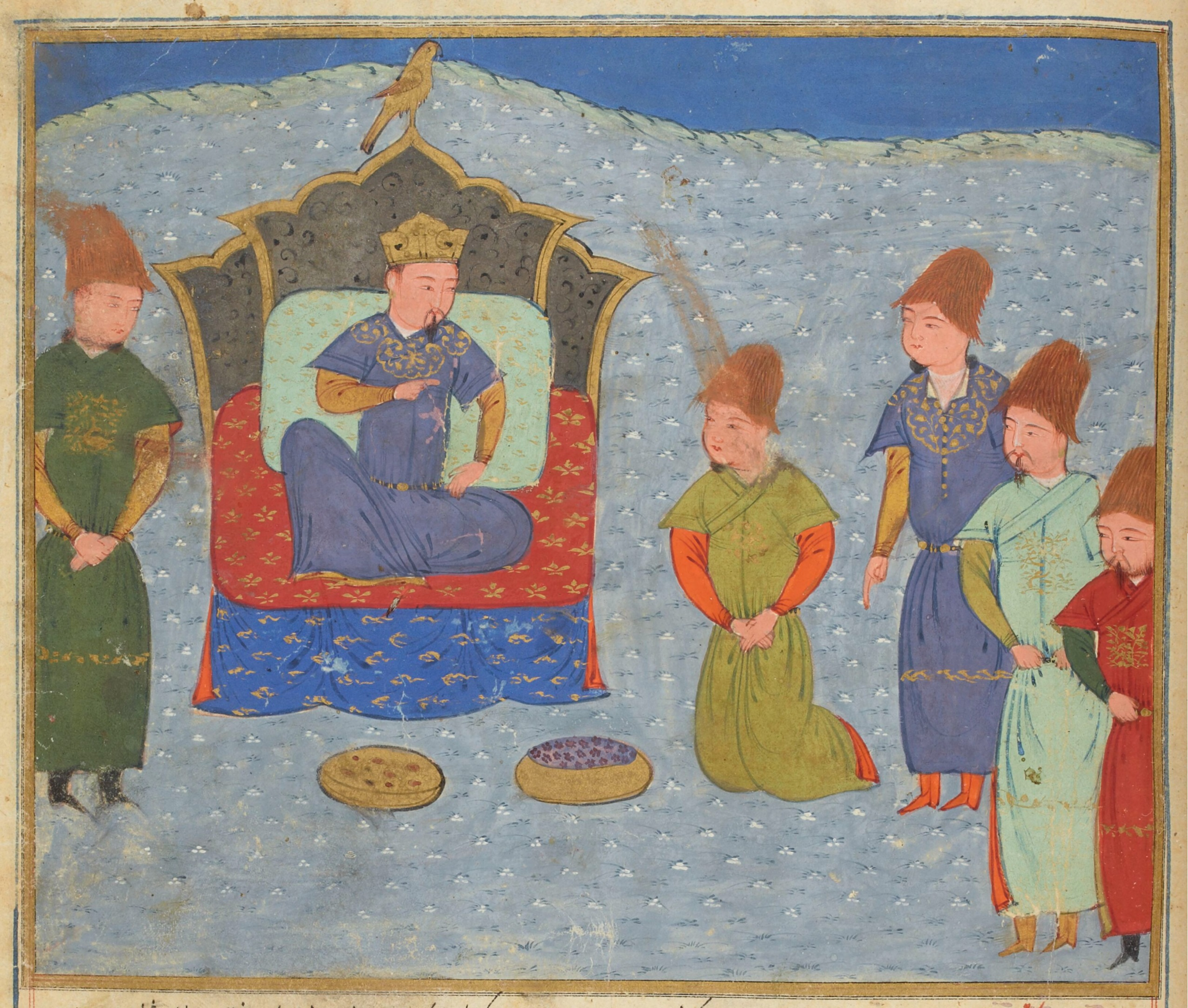
Batu Han

Când fratele mai mic al lui Genghis Han, Temuge, a încercat să ocupe tronul, Guyuk a venit la Karakorum pentru a-și securiza poziția. 
Batu a fost de acord să-și trimită frații și generalii la kurultai-ul convocat de Toregene în 1246. Guyuk era alcolic, iar campaniile sale din Manciuria și Europa i-au oferit statutul necesar pentru a deveni mare Khan. A fost ales în ceremonia organizată de mongoli și recunoscut de demintari străini și de reprezentanții Romei ce au venit la kurultai pentru a-și arată respectul și a negocia diplomatic.
Guyuk a redus corupția, anunțând că va continuă politicile tatălui sau Ogodai. I-a pedepsit pe suporterii lui Toregene, exceptând guvernatorul Arghun cel Bătrân. L-a înlocuit pe tânărul Qara Hulegu, khan-ul Hanatului Chagatai cu vărul sǎu, Yesu Mongke.

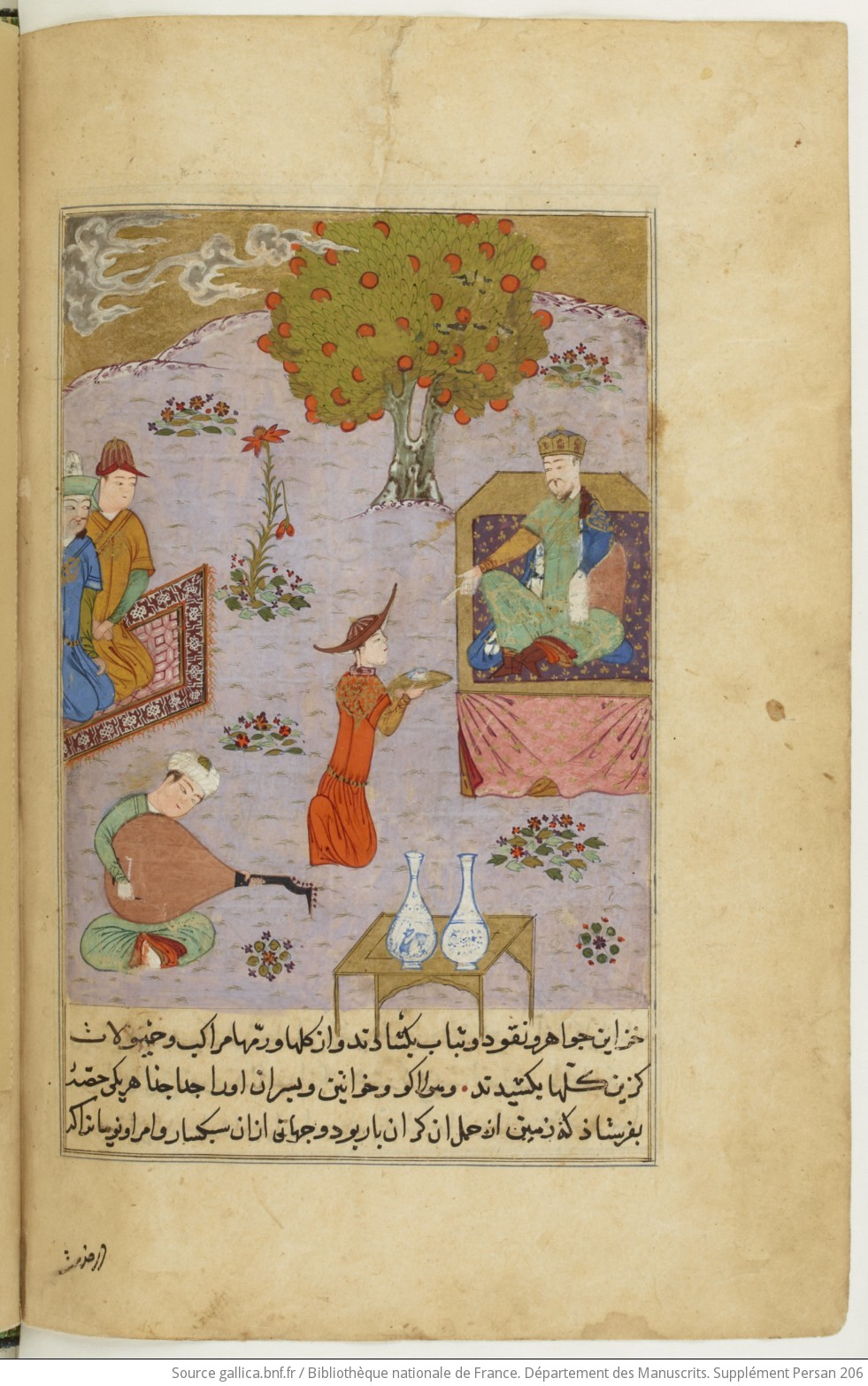
Güyük la petrecere

I-a restaurat pe oficialii tatălui săi în vechile poziții, fiind înconjurat de uighuri, naimani, și oficialii din Asia Centrală, favorizând comandanții chinezi ce l-au sprijinit pe tatăl sǎu în cucerirea nordului Chinei. A continuat operațiunile militare în Coreea, a avansat în regatul Song din China în sud și s-a îndreptat spre Irak, în vest, și a ordonat census-ul imperial Guyuk a divizat sultanatul de Rum dintre Kaykaus al II-lea și Kilik Arslan al IV-lea.

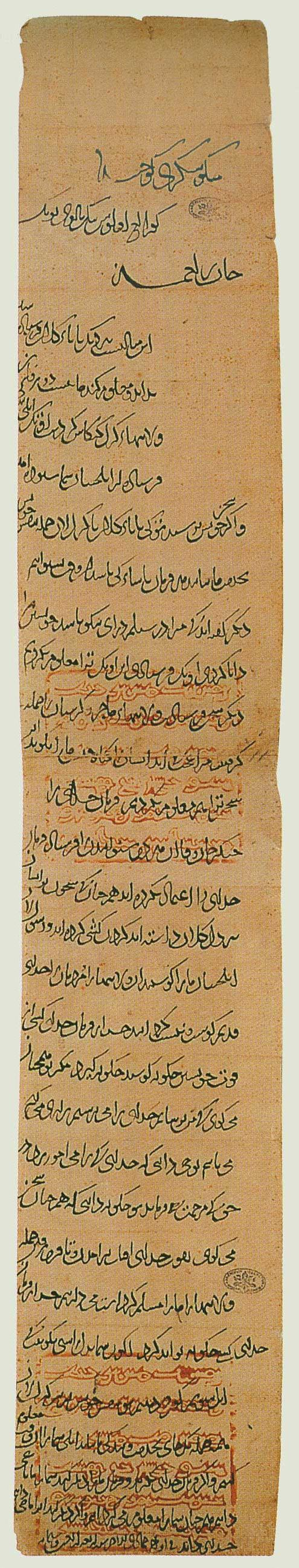
Scrisoarea persana a lui Guyuk catre Papa Inocentiu

Nu toate părțile imperiului respectau alegerea lui Guyuk. Asasinii, foștii aliați ai mongolilor, al căror mare maiestru Hasan Jalalud-Din a oferit ascultare lui Genghis Han în 1221, l-a înfuriat pe Guyuk refuzând să se prezinte, în schimb a ucis generali mongoli din Persia. Guyuk l-a trimis pe prietenul tatălui sǎu, Eljigidei drept comandant al forțelor ce au invadat Persia. Aceștia au distrus ultimele bastioane ale asasinilor și au cucerit Iranul și Irakul.

#### Moartea lui Güyük (1248)
În 1248, Guyuk a trimis mai multe trupe care să plece spre vest din capitală mongolă, Karakorum. Motivul este neclar, s-ar spune că pentru a recupera proprietatea să personală Emyl, sau pentru a se alătură lui Eljigidei pentru a conduce campania spre Orientul Mijlociu, ori pentru a-l surprinde cu un atac pe rivalul sau, Batu Khan în Rusia.
Suspicioasă de motivele lui Guyuk, Sorghaghtani Beki, văduva fiului lui Genghis, Tolui, l-a avertizat în secret pe nepotul ei, Batu, că Guyuk se apropie. Batu însuși a călătorit spre est . Înainte că forțele lui Batu și Guyuk să se întâlnească, Guyuk s-a îmbolnăvit în călătoria să și a murit pe drumul Qum-Senggir, în Xinjiang, fiind probabil otrăvit.

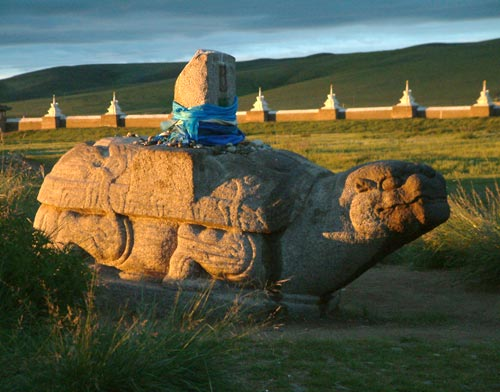
O testoasa din piatra din Karakorum

Văduva lui Guyuk, Oghul Qaimish a făcut un pas înainte pentru a controla imperiul , dar nu a fost în măsură abilităților mamei lui Toregene, și a fiilor ei tineri, Khoja și Naku și altor prinți ce și disputau autoritatea. Pentru a decine cine va fi noul Khan, Batu a convocat Kurultai pe teritoriul sau în 1250. Fiind prea departe de centrul mongolian, membrii familiilor lui Ogodai și Chagatai au refuzat să vină, Kurultai-ul a oferit tronul lui Bătu, dar el a refuzat, spunând că nu e interesat de această poziție.
Batu l-a nominalizat pe Mongke, nepotul lui Genghis și fiul lui Tolui. Mongke a condus armata mongolă în Rusia, în nordul Caucazului și Ungaria. Facțiunea pro-Tolui a sprijinit alegerea lui Batu, și Mongke a fost ales.
Batu l-a trimis pe Monghke sub protecția fraților săi, Berke și Tukhtemur și fiului sau, Sartaq, pentru a convoca un kurultai formal la Kodoe Aral. Suporterii lui Monghe l-au invitat pe Oghul Qaimish și alți prinți din familiile lui Ogodai și Chagatai pentru a asista la kurultai, dar au refuzat că de fiecare dată. Prinții Ogodaizi și Chagataizi au refuzat să-l accepte pe descendentul lui Genghis Han ca lider, susținând că singurii descendenți legitimi ai lui Genghis Han care merită poziția de mare Khan sunt cei pe linia lui Ogodai.

### Mongke Khan

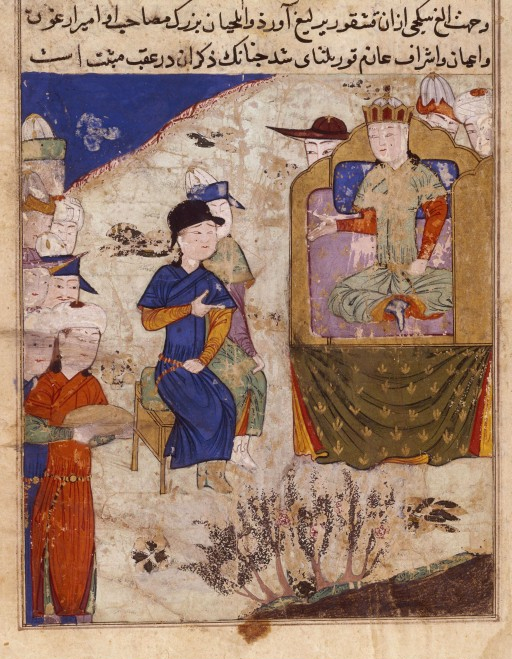
Audienta lui Möngke

Când mama lui Mongke, Sorghaghtani și vărul lui, Berke, au organizat un al doilea kurultai pe 1 iulie 1251, adunarea l-a proclamat pe Mongke ca mare Khan. A marcat astfel transferul de putere de la descendenții lui Genghis pe linia lui Ogodai la descendenții lui Genghis pe linia lui Tolui. Decizia a fost cunoscută doar de câțiva prinți ogodaizi și chagataizi, ca vărul lui Mongke, Kadan și Qara Hulegu, deposedat de funcția de khan. Doar nepotul lui Ogodai, Shiremun, a încercat să-l răstoarne pe Mongke. 

Shiremun s-a mutat cu forțele sale spre palatul împăratului pentru a planifică un atac, dar Mongke a fost alertat de plan. Mongke a ordonat investigarea complotului, fiind desfășurate procese majore de-a lungul imperiului. Mulți membri ai elitei mongole au fost găsiți vinovați și executați, fiind uciși 77-300 de nobili, iar prinții din linia lui Genghis au fost exilați.
Mongke a eliminat facțiunile famililor ogodaide și chagataide alături de aliatul sǎu vestic, Batu Han. După epurarea sângeroasă și consolidarea puterii sale, Mongke a ordonat eliberarea prizonierilor.

#### Reforme administrative
Mongke a urmat legile strămoșilor lui. A fost tolerant cu religiile și stilurile artistice, primind comercianți străini, a clădit mănăstiri budiste, moschee, biserici creștine în capitala mongolă. Karakorum era împânzit de arhitectură persană, chineză și europeană. Un faimos exemplu a fost copacul din argint cu conducte din care se scurgeau diferite băuturi, cu statuia unui înger triumfător în vârf, proiectat de parizianul bijutier, Guillaume Boucher.
S-a bazat pe administratori musulmani și mongoli și a lansat o serie de reforme economice pentru a limita cheltuielile. Le-a interzis nobililor să comită abuzuri asupra civililor și să emită decrete fără autorizație. A impus un impozit fix ce era colectat de agenții imperiali .
Curtea sa a încercat să reducă taxele. Sistemul de taxare a fost reformat, consolidând gările pe releele poștale și a centralizat controlul asupra sistemului monetar. Mogke a ordonat și desfășurarea unui recensǎmânt ce a durat mulți ani, până în 1258.
Mongke i-a numit pe Hulegu și pe Kublai să conducă Persia și partea mongolă a Chinei. A continuat acțiunile militare împotriva regatului Song, atacându-l din trei direcții, sub comanda fratelui sǎu, Kublai, ce se îndrepta spre Yunnan, și l-a trimis pe unchiul sǎu, Iyeku, să subjuge Coreea și să atace regatul Song din est.
Cucerirea regatului Dali în 1253 a lui Kublai și stabilirea controlului asupra Tibetului de către generalul Qoridai, a făcut că mănăstirile să fie supuse conducerii mongole. Fiul lui Subotai, Uryankhadai, a pus populațiile vecine din Yunnan sub ascultare și a învins dinastia Tran din nordul Vietnamului sub stăpânire temporară în 1258.

#### Invazia orientului mijlociu si sudului Chinei

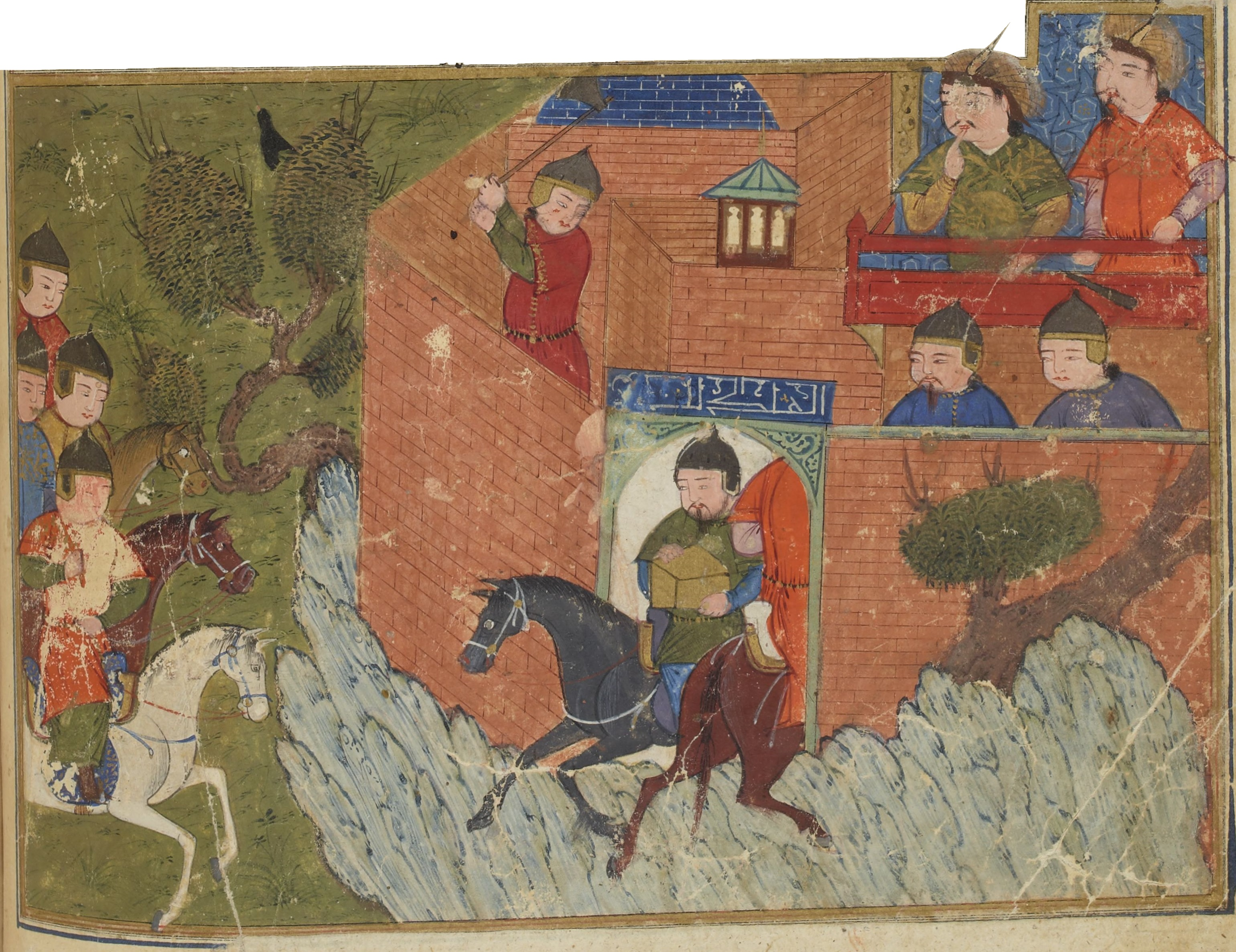
Cucerirea Alamût (1256)

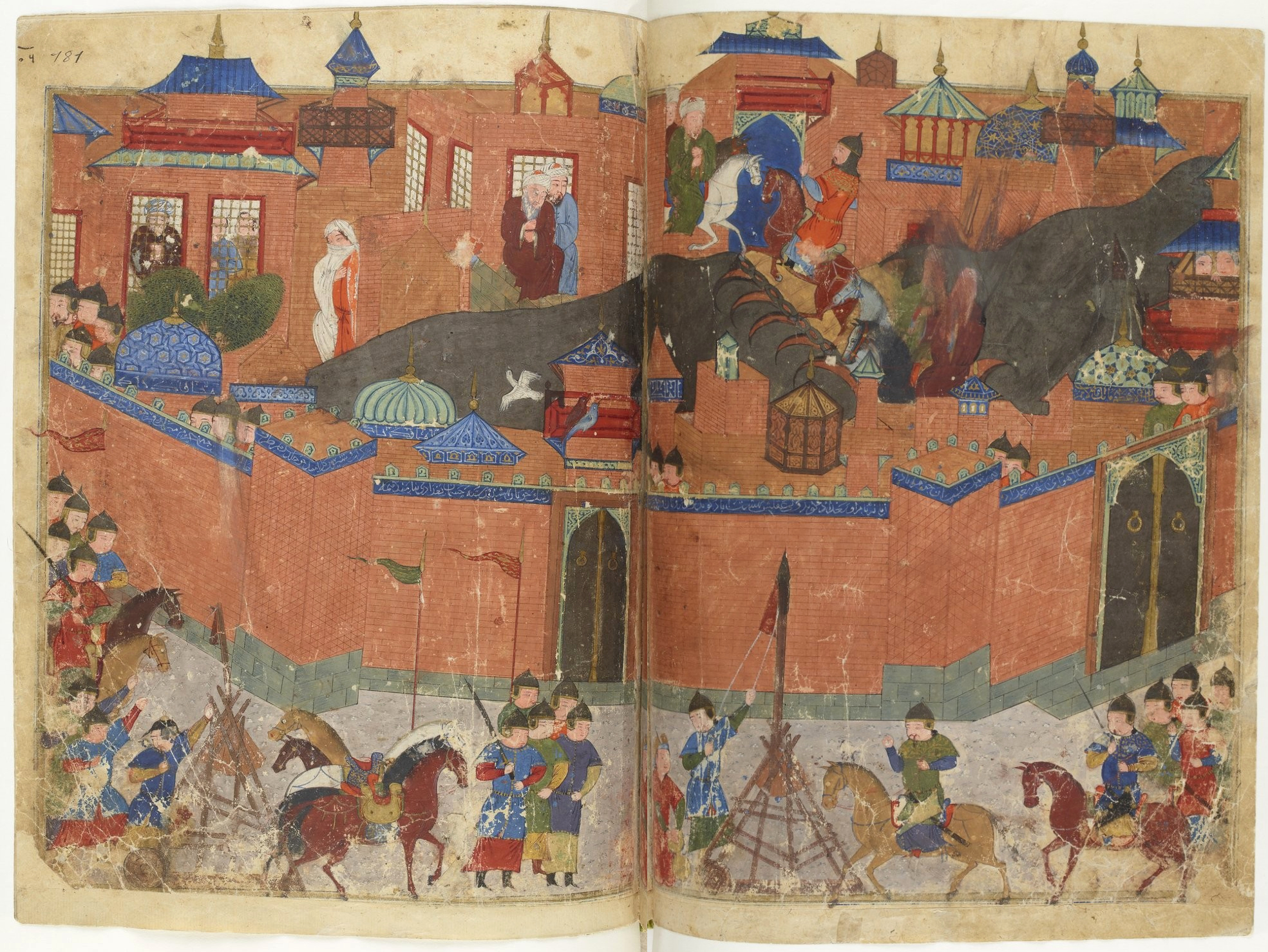
Asediul Baghdadului (1258)

După reformele economice, Mongke a încercat să-și extindă hotarele. Kurultaiul convocat în Karakorum în 1253 și 1258 a aprobat invazia Orientului Mijlociu și sudului Chinei. Mongke l-a pus pe Hulegu la comandă armatei în Persia, și i-a pus pe chagataizi și jochizi să se alăture armatei lui Hulegu.
Musulmanii din Qazvin au denunțat amenințarea nizarilor ismailiți, o sectă eretică a șiiților. Comandantul mongol naiman, Kitbuga, a început asediul fortărețelor ismaelite în 1253, înainte că Hulegu să avanseze în 1256. Marele Maestru al ismaeliților, Rukn ud-Din, s-a predat în 1257 și a fost executat. Toate fortărețele ismaelite din Persia au fost distruse în 1257, deși Girdukh și-a menținut poziția până în 1271.
Centrul imperiului islamic era Bagdad, ce deținea puterea de 500 de ani, dar suferea de urmă disputelor interne. Când califul al-Mutasim a refuzat să se supună mongolilor, Bagdadul a fost asediat și capturat în 1258, iar al-Mutasim a fost executat. Asediul a fost catastrofal pentru istoria islamului și s-a produs astfel ruptura de Kaaba. După înlăturarea abbasizilor, Hulegu a deschis o ruta cu Siria și a înaintat împotriva puterilor musulmane din regiune.
Armata sa a avansat asupra Siriei, conduse de Ayyubidizi, capturând formațiunile locale. Sultanul Al-Nasir Yusuf al ayyubizilor a refuzat să se supună lui Hulegu, deși a acceptat supremația mongolă cu două decade înainte. 
Când Hulegu a înaintat spre vest, armeninii din Cilicia, selgiucizii din Rum și creștinii din Antiochia și Tripoli s-au supus autorității mongole, alăturându-se mongolilor spre asaltul împotriva musulmanilor. Unele orașe s-au predat fără rezistență, altele ca Mayafarrigin au rezistat, populația lor a fost masacrată și orașele jefuite.

#### Moartea lui Möngke Khan (1259)

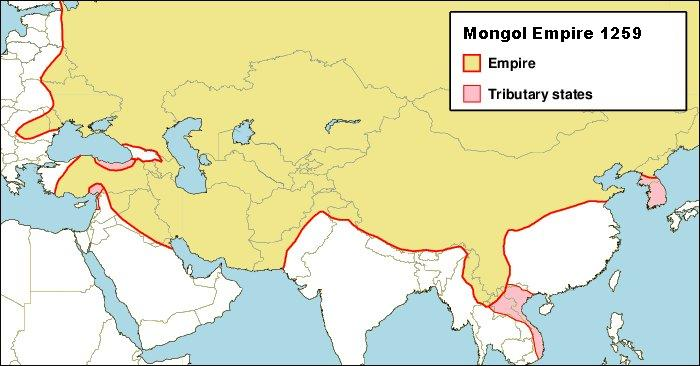
Expansiunea in timpul lui Möngke Khan

În porțiunea nord-vestică a imperiului, succesorul lui Batu și fratele mai tânăr, Berke, a trimis expediții punitive spre Ucraina ,Belarus, Lituania și Polonia. Disensiunile au început dintre secțiunile nordice și sudice ale Imperiului Mongol, ca invazia suspectă a lui Hulegu în vestul Asiei ce a rezultat eliniminarea lui Batu. 

Miza conflictului era Azerbadjanul, important ca zonă cu multe pășuni, cu importanță strategică pentru armate, o bază logistică importantă de controlat și o zonă cu venituri comerciale mari. Azerbadjan fusese motiv de conflict și între Batu și Guiuc, dar după moartea lui Guiuc, Batu hotărâse cu Mongke ca Azerbajdanul să rămână în ulusul lui Batu. După moartea lui Batu, acest teritoriu a revenit lui Berke. Mongke a decis că Hulagu avea nevoie de Azerbadjan și i l-a dat-o lui în administrare și acest lucru l-a iritat pe Berke care considera că nu e admisibil să i se ia moștenirea. Motiv pentru care începe conflictul militar înte Berke și Hulagu. Berke invadează Azerbadjanul, Hulagu oprește expedițiile în Siria pentru a se lupta cu Berke . Începe războiul civil , dar Mongke nu mai apucă să îl administreze.
În sudul imperiului, Mongke Khan a continuat să conducă armata spre a cuceri complet China. Operațiunile militare au continuat cu succes, dar armata a fost devastată de o epidemie. Mongke a murit pe 11 august 1259. Armatele mongole s-au retras din toate campaniile. Trebuia convocat un nou kurultai.
Imperiul era prea întins pentru a putea fi guvernat militar și unitatea sa se baza pe Solidaritatea descendenților lui Ghinghis han și sistemul de decizie comună în cadrul kuriltai-ului. Factori care au slăbit unitatea au fost legăturile slabe dintre veri, tendințele de a pune în prim-plan interesele ulus-ului propriu, dispute în legătură cu controlul asupra oamenilor, păsunilor și vămilor, imposibilitatea convocării unui nou kuriltai general, ceea ce duce la un război civil. Ulus-urile devin state: 
- Ulusul Marelui Han (al lui Kubilai)
- Ilhanatul Persiei
- Hoarda de Aur
- Ulus-ul lui Chagatai ( Asia centrală)

### Kublai Han

#### Disputa succesiunii
Fratele lui Mongke, Hulegu, s-a retras din Siria spre Mughan, lǎsând un mic contingent sub comanda generalului Kitbuga. Forțele opozante din regiune, cruciații creștini și mamelucii musulmani, i-au recunoscut pe mongoli ca cea mai mare amenințare.
În 1260, mamelucii au înaintat din Egipt, pentru a stabili o tabăra lângă fortăreața creștină Acra, și i-a provocat pe mongolii conduși de Kitbuga să se lupte la nord de Galileea, în Bătălia de la Ain Jalut. Mongolii au fost învinși, iar Kitbuga executat. Bătălia a marcat limita vestică a expansiunii mongole, mongolii nemaiputând să comită acțiuni militare serioase din Siria.
În partea separată a imperiului, un alt frate a lui Hulegu și Mongke, Kublai Khan, a auzit de moartea lui Mongke pe râul Huai din China. S-a întors repede în capitală, continuând avansarea spre districtul Wuchang din China, lângă râul Yangtze. Fratele său mai tânăr, Ariq Boke, a preluat avantajele în contextul absenței lui Hulegu și Kublai și s-a folosit de poziția sa din capitală ca să câștige titlul de mare Khan pentru el însuși, proclamat lider de familiile adunate în cadrul Kurultaiului din Karakorum. 
Când Kublai a auzit asta, a convocat un kurultai propriu la Kaiping, unde toți prinții și residentii noyani din nordul Chinei și Manciuria l-au sprijinit pentru candidatura sa împotriva lui Ariqboke.

#### Rǎzboiul civil

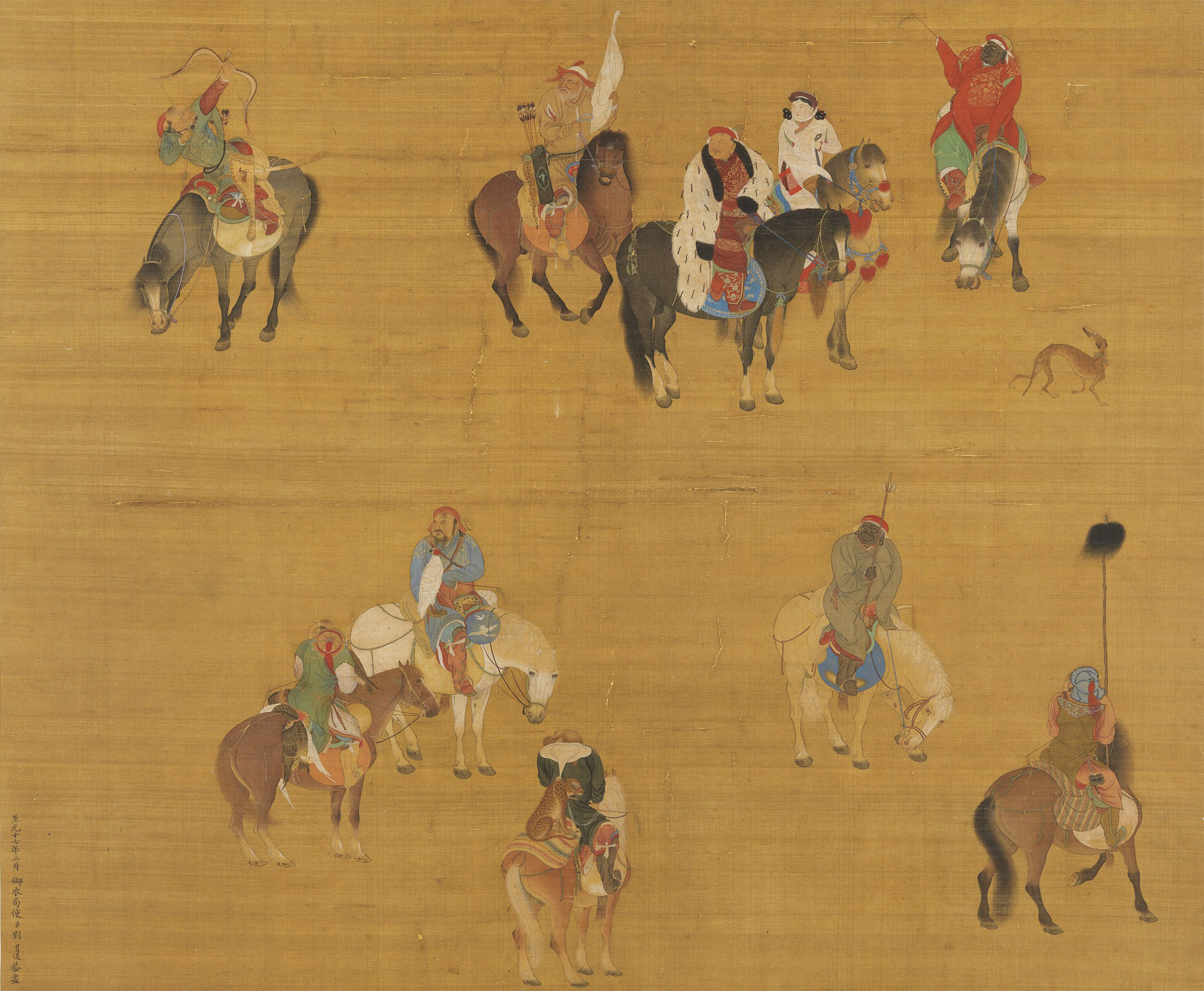
Kublai la vanatoare

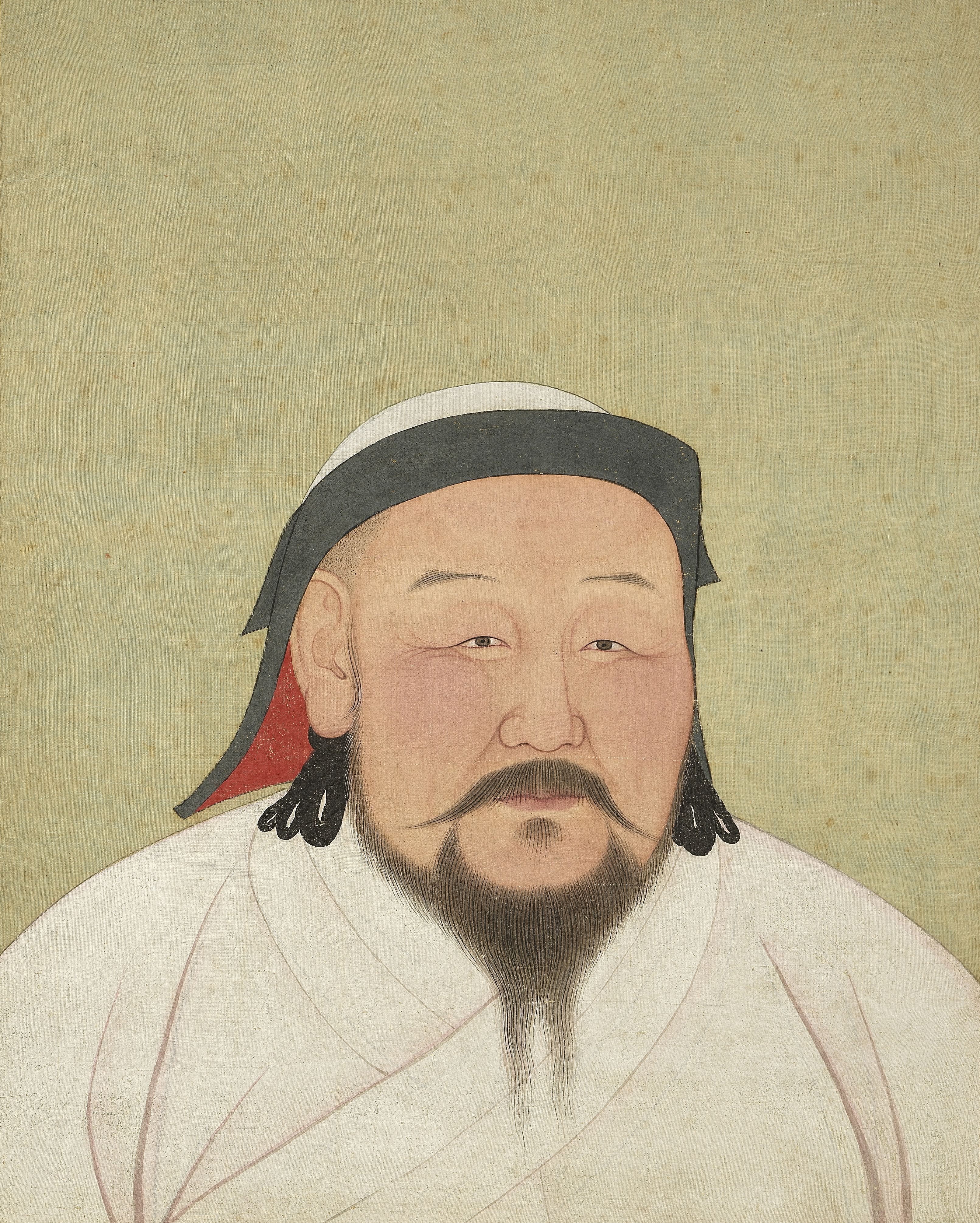
Kublai Han

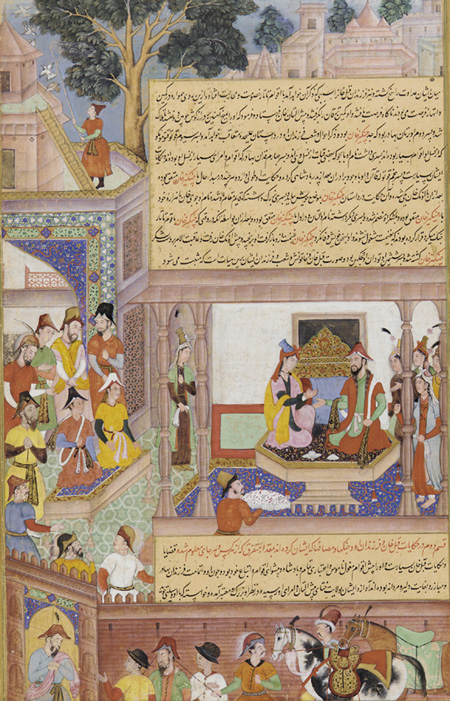
Kublai Han si împărăteasa

Bătălia dintre armatele lui Kublai și fratelui său, Ariq Boke, a inclus și forțele loiale lui Mongke din administrația anterioară. Armata lui Kublai i-a eliminat pe suporterii lui Ariqboke și a impus control asupra administrației civile din sudul Mongoliei. S-a confruntat apoi cu verii săi, Chagataizii.
Kublai l-a trimis pe Abishka, prințul chagataid loial lui pentru a prelua controlul meleagurilor chagataiene. Dar Ariqboke l-a capturat și executat pe Abishka, după ce omul său, Alghu l-a încoronat instant. Noua administrație a lui Kublai l-a izolat pe Ariqboke de toate proviziile, cauzând foamete. Karakorum a căzut rapid în mainile lui Kublai, dar Ariqboke s-a adunat și și-a recăpătat capitală în 1261. 
În sudul Ilkhanatului, Hulegu a fost loial fratelui sǎu Kublai, dar ciocnirea cu vărul său Berke, conducătorul Hoardei de Aur în nord-vestul imperiului a început în 1262. Decesele suspicioase a prinților Jochid aflați în serviciul lui Hulegu au alimentat războiul dintre el și Hulegu în 1259-1260. Berke a fost forțat să se alieze cu mamelucii egipteni împotriva lui Hulegu și l-a sprijinit pe rivalul lui Kublai, pe Ariqboke.
Hulegu a murit pe 8 februarie 1264. Berke a obținut avantajul și a invadat meleagurile lui Hulegu, dar a murit pe drum câteva luni mai târziu. Alghu Khan, khan-ul Hanatului Chagatai a murit și el. Kublai l-a numit pe fiul lui Hulegu, Abaqa ca noul han al hanatului Ilkhan, și acesta a căutat să se alieze cu străini, ca francezii împotriva mamelucilor. Pentru a conduce Hoarda de Aur, Kublai l-a nominalizat pe nepotul lui Batu, Mongke Temur. Ariqboqe s-a predat lui Kublai la Shangdu pe 21 august 1264.

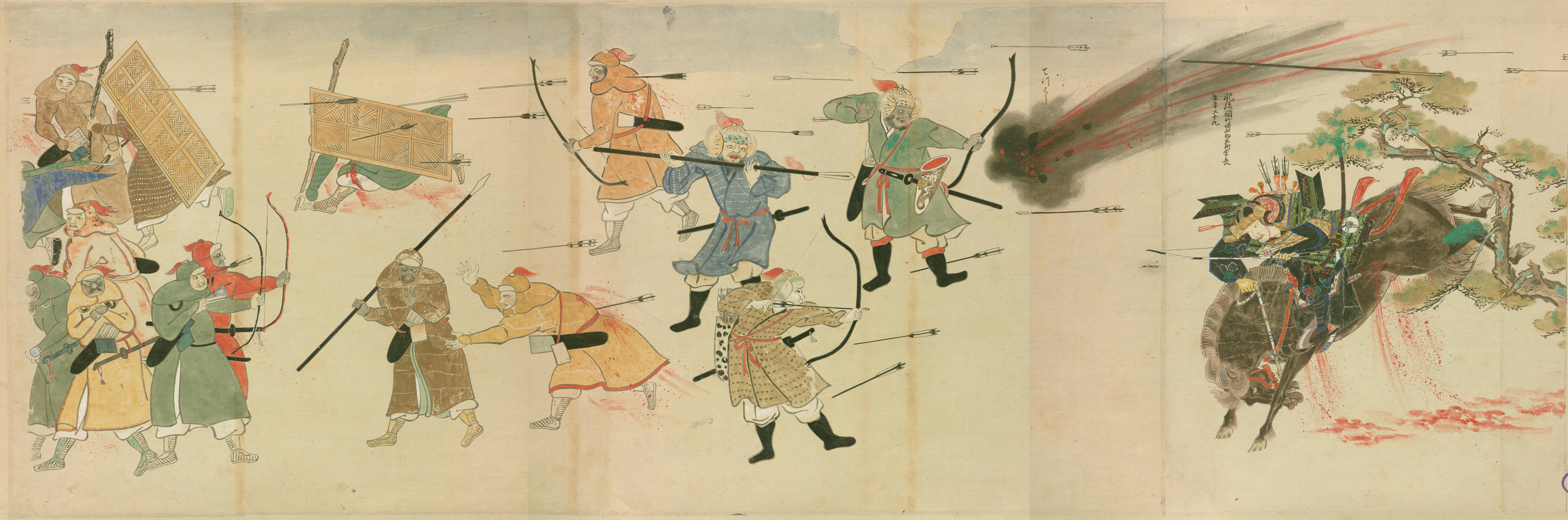
Mongolii înfruntă samuraii

#### Campaniile lui Kublai Han (1264–1294)

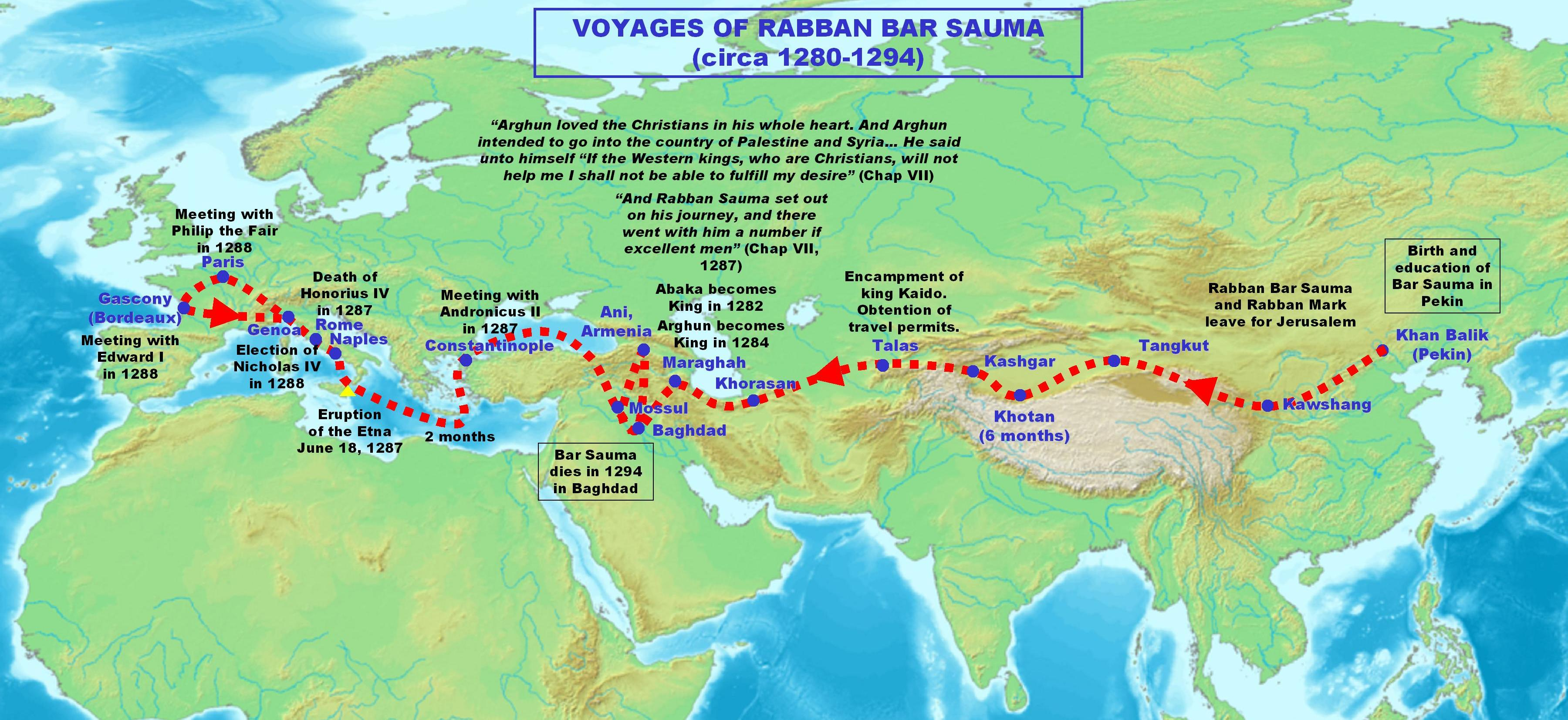

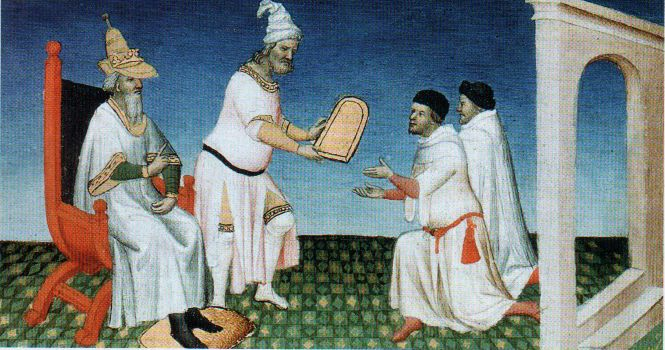
Kubilai Han si Marco Polo

În sud, după bătălia de la Xiangyang în 1273, mongolii au cucerit în cele din urmă regatul Song din sudul Chinei în 1280. În 1271, Kublai a instituit dinastia Yuan în China și s-a proclamat împăratul Chinei pentru a menține ordinea și controlul asupra milioanelor de chinezi. Kublai s-a mutat din reședința sa din Khanbalig la orașul ce a deveni Beijingul de azi, stabilind capitala acolo. 
Mongolii au fost astfel primii oameni non-chinezi care au cucerit toată China. Kublai s-a folosit de baza sa pentru a construi un imperiu puternic, clădind academii, oficii, porturiși canale, și a sponsorizat artă și știință. Conform registrelor, erau 20166 de școli publice create sub domnia sa. 

A încercat să conducă expediții costisitoare în Burma, Vietnam, Sakhalin și Champa pentru a securiza vasalii din celelalte țări. Dar invaziile asupra Japoniei din 1274-1280 și asupra Javei din 1293 au eșuat. 
Nogai și Kochu, hanul hoarde albe, a stabilit relații de prietenie cu dinastia Yuan și Ilkhanat. Nogai și Kochu, hanul Hoarde Albe, a stabilit relații de prietenie dintre Regatul Yuan și Ilkhanat. 
Dezacordurile politice între ramurile rivale ale familiei al marelui Khan au continuat, dar succesul economic și comercial al Imperiului Mongol a continuat în ciuda certurilor.

### Dezintegrarea

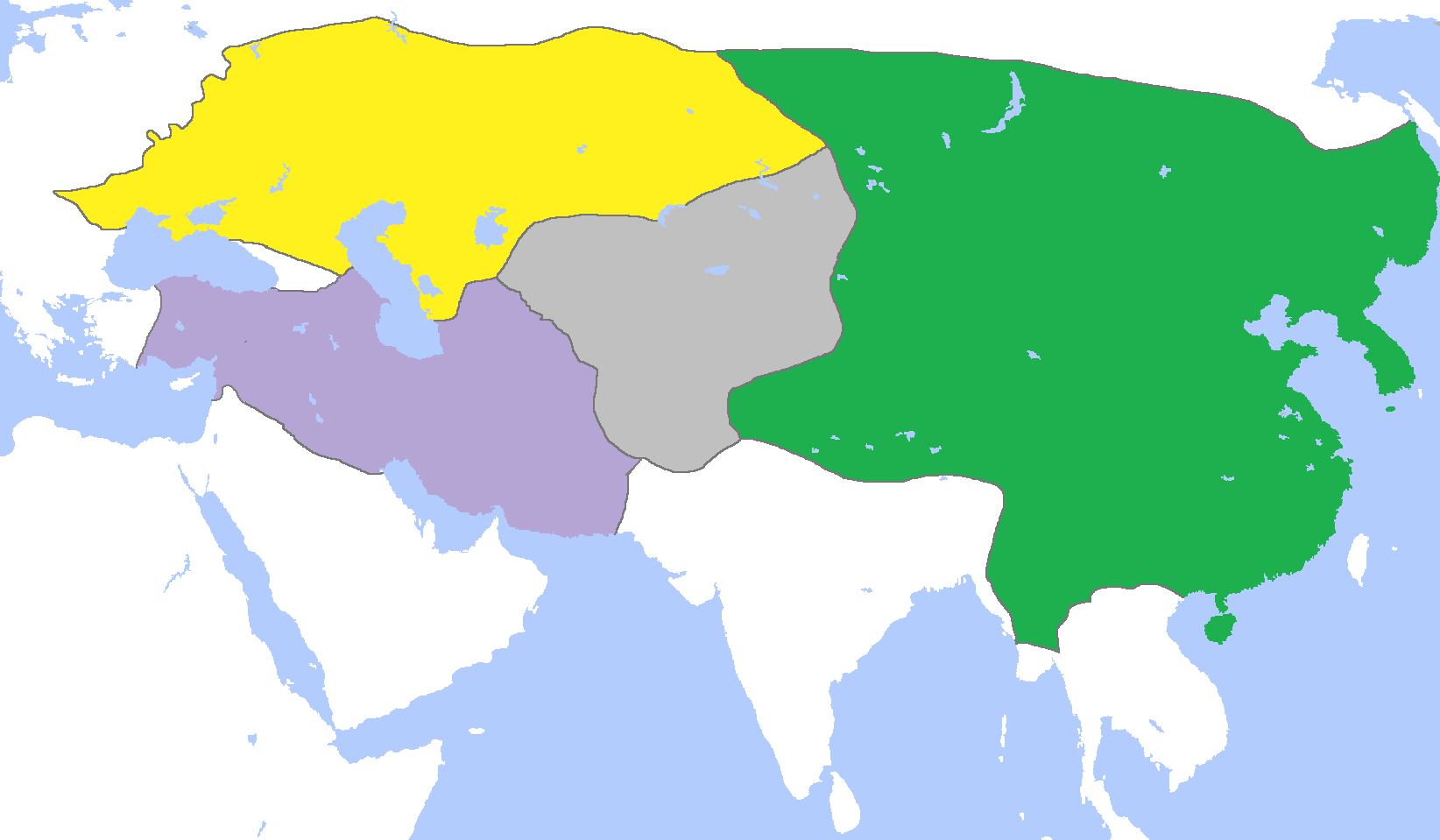
Imperiul Mongol divizat: galben-Hoarda de Aur, gri-Hanatul lui Chagatai, violet-Ilhanatul, verde-Dinastia Yuan

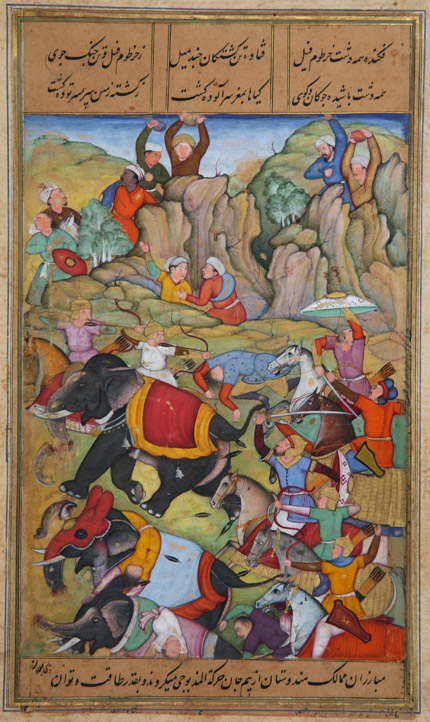
Timur il invinge pe sultanul de Delhi

Kublai Khan a murit în 1294, și a fost succedat de nepotul său, Temur Khan, ce a continuat politicile lui Kublai. Ilkhanatul a rămas loial curții Yuan, dar a îndurat presiuni politice, din cauza în mare parte a disputelor cu ascensiunea facțiunilor islamice din sud-vestul imperiului. 
Când Ghazan a preluat tronul Ilkhanatului în 1295, a acceptat islamul format ca propria sa religie. Ghazan a continuat să consolideze relațiile cu Themur Khan și dinastia Yuan din est. A fost util din perspectiva politică pentru a afișa autoritatea marelui Han în Ilkhanat, pentru că Hoardă de Aur în Rusia pretindea Georgia. 
Ghazan a trimis tribut curții Yuan , apelând și la alți hani să accepte autoritatea lui Temur Khan că liderul lor, și pentru a continuă un program amplu cultural și științific de relații dintre Ilkhanat și dinastia Yuan în următoarele decade. 

Credința lui Ghazan era islamică, dar a continuat ca și predecesorii săi să ducă războaie cu egiptenii mameluci, și consulta sfătuitorii săi în limba nativă. A învins mamelucii în bătălia de la Wadi al-Khazandar în 1299, dar a avut puțin timp la dispoziție pentru a cuceri Siria din cauza raidurilor chagataizilor conduși de Jaidu, ce era în război cu Ilkhanat și cu dinastia Yuan. 
Kaidu și-a sprijinit candidatul, Kobeleg împotriva lui Bayan, hanul Hoardei Albe. Bayan, după ce a primit suport militar de la mongolii din Rusia, au cerut sprijin de la marele han Temur și de la Ilkhanat pentru a organiza un atac asupra lui Kaidu. Temur a cedat, și a inlargit contraatacurile împotriva lui Kaidu un an mai târziu. După o bătălie sângeroasă cu armele lui Temur de la râul Zawkhan din 1301, Kaidu a fost ucis, și a fost succedat de Duwa.
Între anii 1334-1373 are loc destrămarea graduală a Ulus-ului lui Chagatai pe fondul unor lupte interne care întăresc autoritatea deversilor șefi de trib și emiri locali. În 1335 se destramă Ilhanatului Persiei. 
În 1340, Polonia și Ungaria conduc ofensive asupra teritoriilor de margine ale Hoardei de Aur ( Halici, Volinia, Podolia, Moldova), teritoriile apusene ale Hoardei de Aur fiind atatcate și de Lituania în 1357, după moartea lui Jani beg (1342-1357), urmând 25 de ani de lupte interne în Hoarda de Aur. 
În 1362, lituanienii înving pe mongoli la Apele Albastre și ocupă cea mai mare parte la Ungariei. Lituanieni cuceresc mai mult de patru ori decât au cucerit ungurii și polonezii din teritoriile mongole. 
În 1351 începe revoltă Turbanelor Roșii în China, în 1368, mongolii fiind siliți să se retragă din China.
Timur Lenk, originar din vestul ulusului lui Chagatai, a stabilit o baza de putere în Pakistanul vestic. A avut ca proiect unificarea teritoriilor mongole sub autoritatea să. 
În 1388 ocupă Persia. În 1391-1395 duce campanii victorioase împotriva Hoardei de Aur. În 1399 ocupă Delhi temporar. În 1400-1403, se întoarce în vest și duce campanii în Orientul Apropiat, ocupând Siria și Bagdadul până în 1401. În 1402 învinge otomanii în Bătălia de la Ankara și îl ia prizonier pe sultanul Baiazid. În 1405 moare în marș spre China. 
Imperiul Timurid a rezistat în Asia Centrală și Persia până în secolul al XIV-lea, fiind anihilat de azbeci în 1517. 
Babur, urmașul lui Timur, s-a retras în sud, cucerind nordul Indiei, Delhi, în 1526, fiind fondatorul Imperiului Marilor Moguli.
Se reface temporar sub Tohtamis spre sfârșitul secolului al XIV-lea, fiind înfrânt de Timur. În secolul al XVI-lea se emancipează mai multe hanate: hanatul Kazanului, Hanatul Crimeei, Astrahan, Siberia. În 1480, Moscova devine independentă față de Hoarda de Aur. În 1502, Hoarda de Aur este lichidată de Mengli Ghirai, hanul Crimeii. 
Curând, Rusia anexează Kazan (1552), Astrahan (1556), Siberia (1598) și Crimea în 1783, luată de la otomani. 
Multe hanate rămase în Asia Centrală și Mongolia au fost eliminate de China și Rusia până în secolul al XIX-lea.

## Organizarea militară

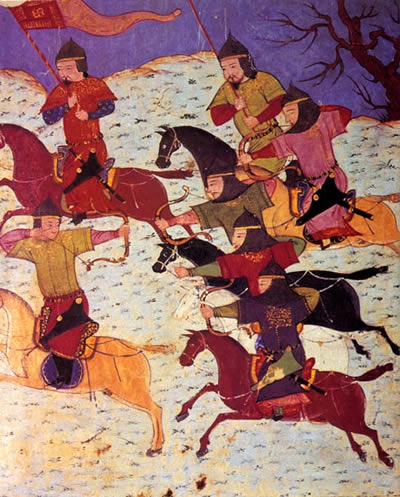
Călareți mongoli

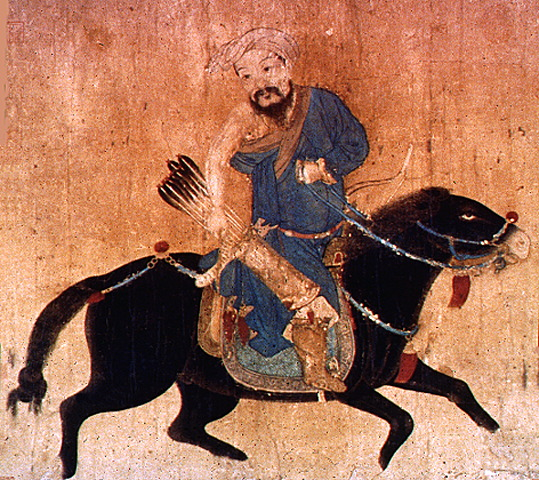
Arcaș mongol

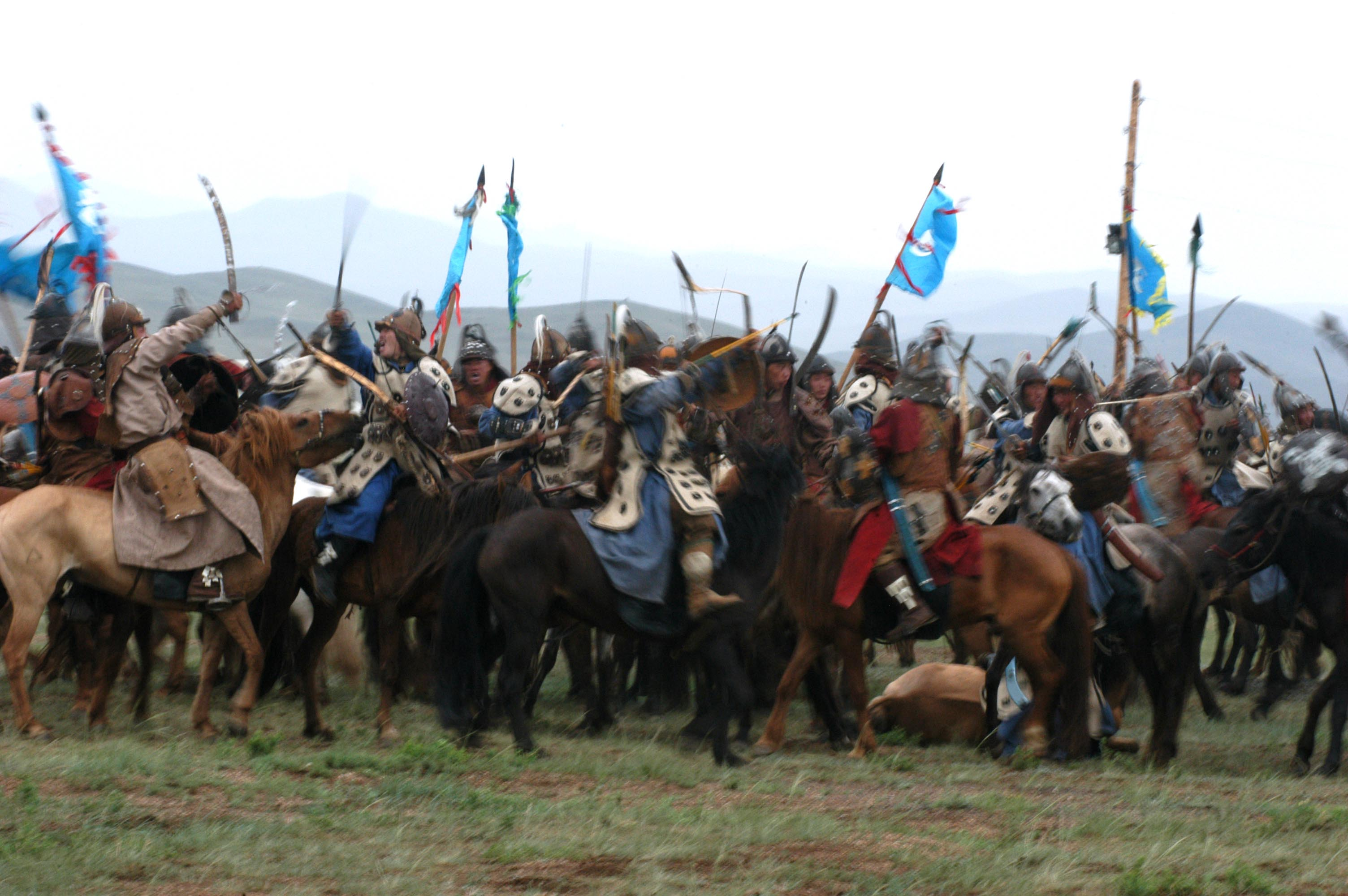
Reconstituire

În 1206, Genghis Han dispunea de 105.000 de soldați. Organizarea militară mongolă era simplă, dar efectivă, bazată pe sistemul decimal. Armata era alcătuită din contigente din câte 10 soldați, arbani (10 oameni), zuuni (100), mingghan (1.000) și tumeni (10.000). 
Mongolii aveau cei mai faimoși călăreți arcași, dar trupele înarmate cu sulițe erau la fel de eficiente și abile, iar mongolii recrutau și alți soldați cu abilități militare din orașele cucerite. Cu experiență inginerilor chinezi și artileria grea de asediu constituită din trebuchete, catapulte și alte mașini de asediu, mongolii au cucerit fiecare poziție fortificată ce le stătea în cale, construind mașinile de asediu din resursele locale la îndemână.
Forțele sub comandă mongolilor erau antrenate, organizate, echipate pentru mobilitate și viteză. Soldații mongoli erau înarmați ușor, având manevralitate ridicată. Fiecare războinic mongol beneficia în călătoria sa de mulți cai, dintre care unii trebuiau să fie odihniți. Soldații mongoli funcționau independent în privința proviziilor, folosindu-se de viteză. 
Una dintre abilitățile lor era menținerea contactului dintre lider și ceilalți. Disciplina fost necesară chiar și în cazul activităților de vânătoare. Ei se răsfirau în jurul animalelor prădate, înconjurând întreagă regiune, și le aduceau într-un loc de unde nu puteau scapă pentru că apoi să le măcelărească. 
Un alt avantaj al mongolilor era abilitatea de-a traversa distanțe lungi chiar și pe timpul iernilor reci, traversând râurile înghețate pentru a ajunge la orașele-țintă. Se foloseau de toate pozițiile naturale, camuflându-se în vegetație.
Nu aveau forță navală. Doar între 1260-1270, s-au folosit de corăbii pentru cucerirea regatul Song și pentru a conduce campanii în Japonia. În Estul Mediteranei, campaniile lor au fost exclusiv terestre în timp ce mările erau controlate de cruciați și mameluci. 
Toate campaniile militare erau precedate de planificări bine aranjate, de colectarea informațiilor și misiunilor de recunoaștere. Toți adulții de până în 60 de ani erau eligibili pentru recrutare, fiind o sursă de onoare în tradițiile lor tribale.

## Societatea

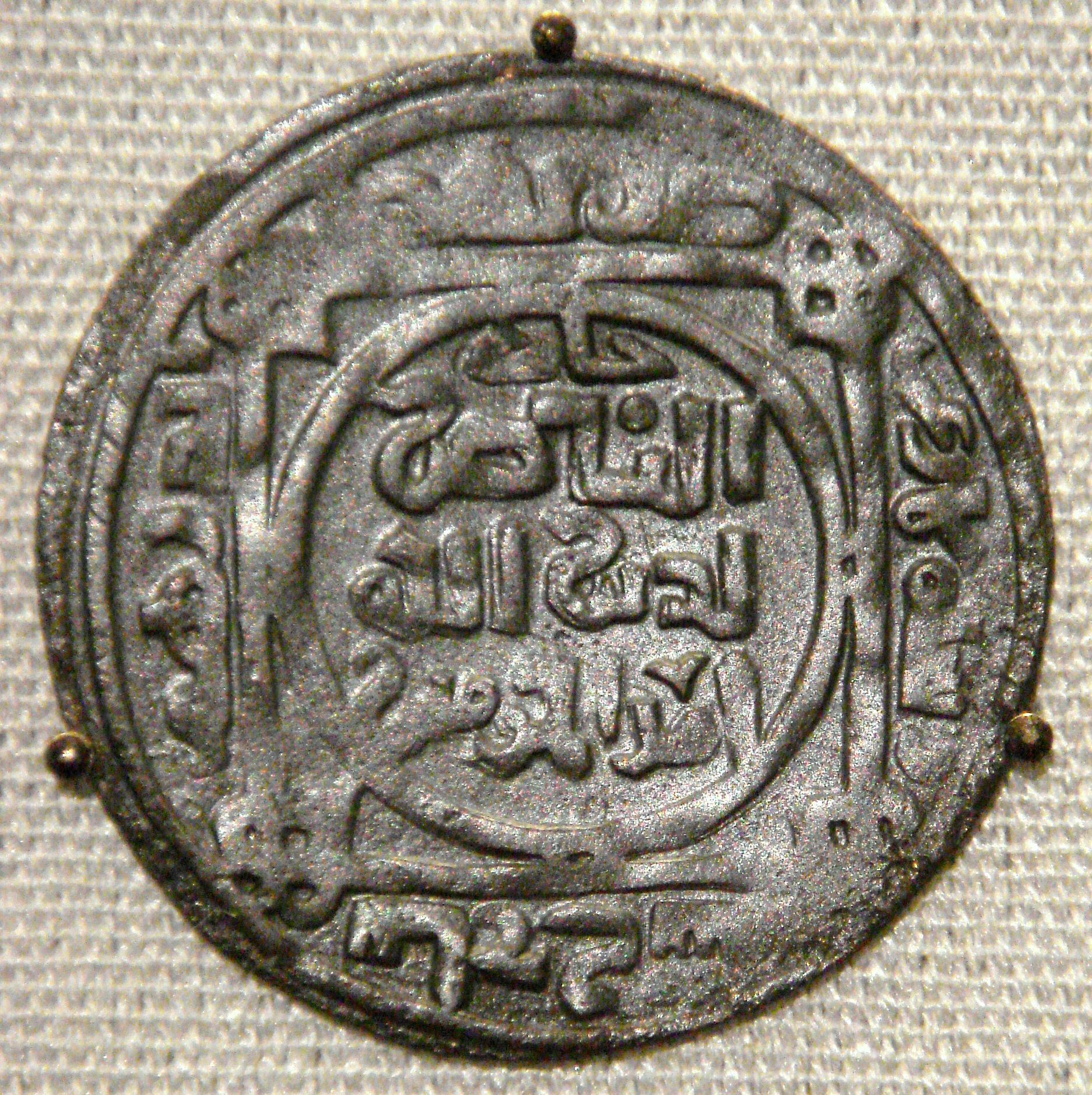
Moneda emisa in Afghanistan in 1221

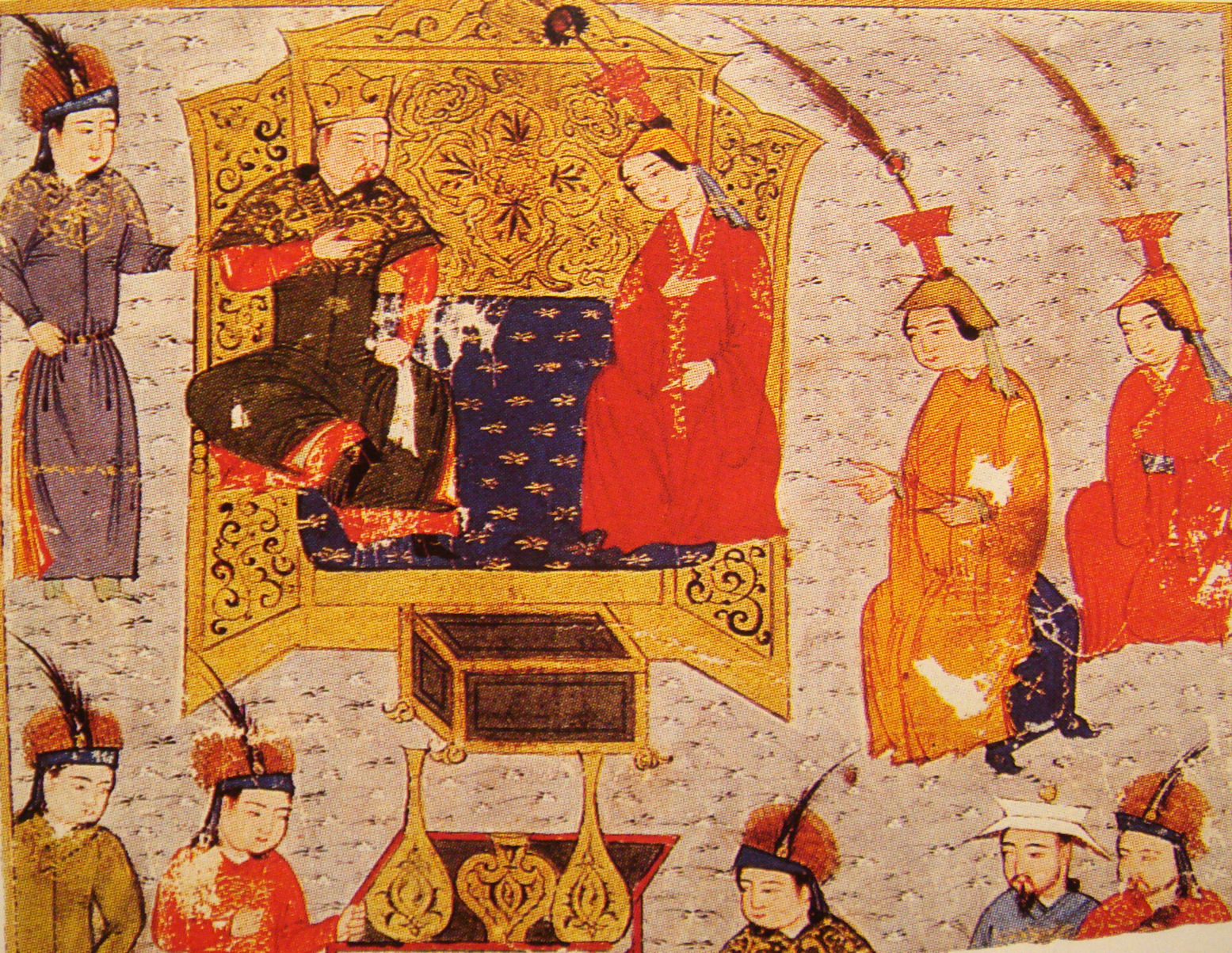
Nobili mongoli

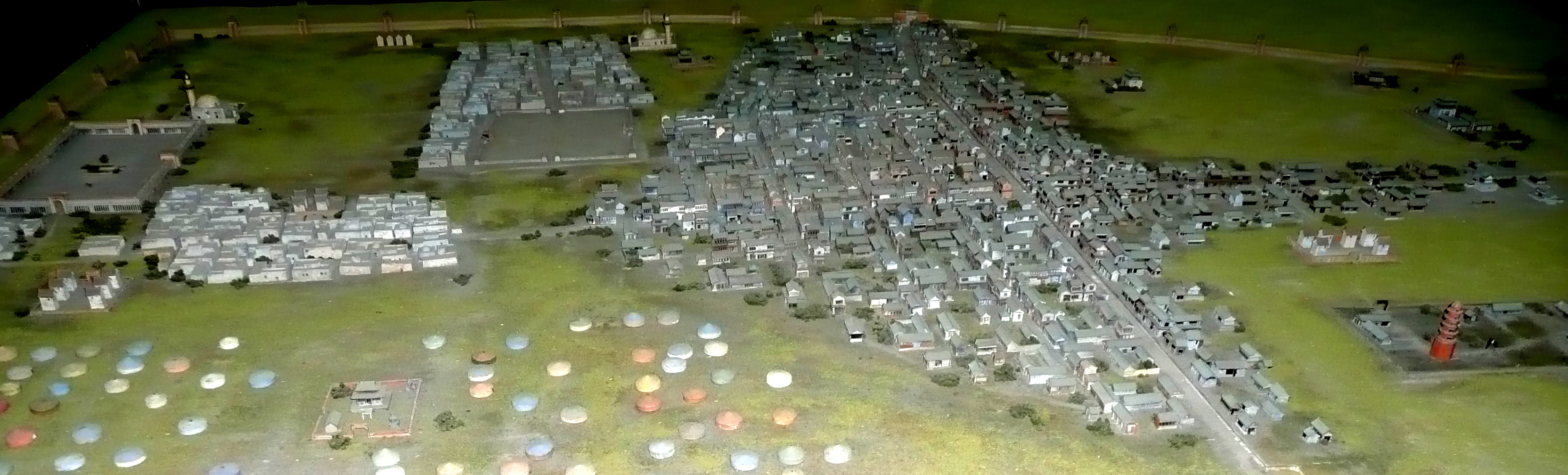
Karakorum
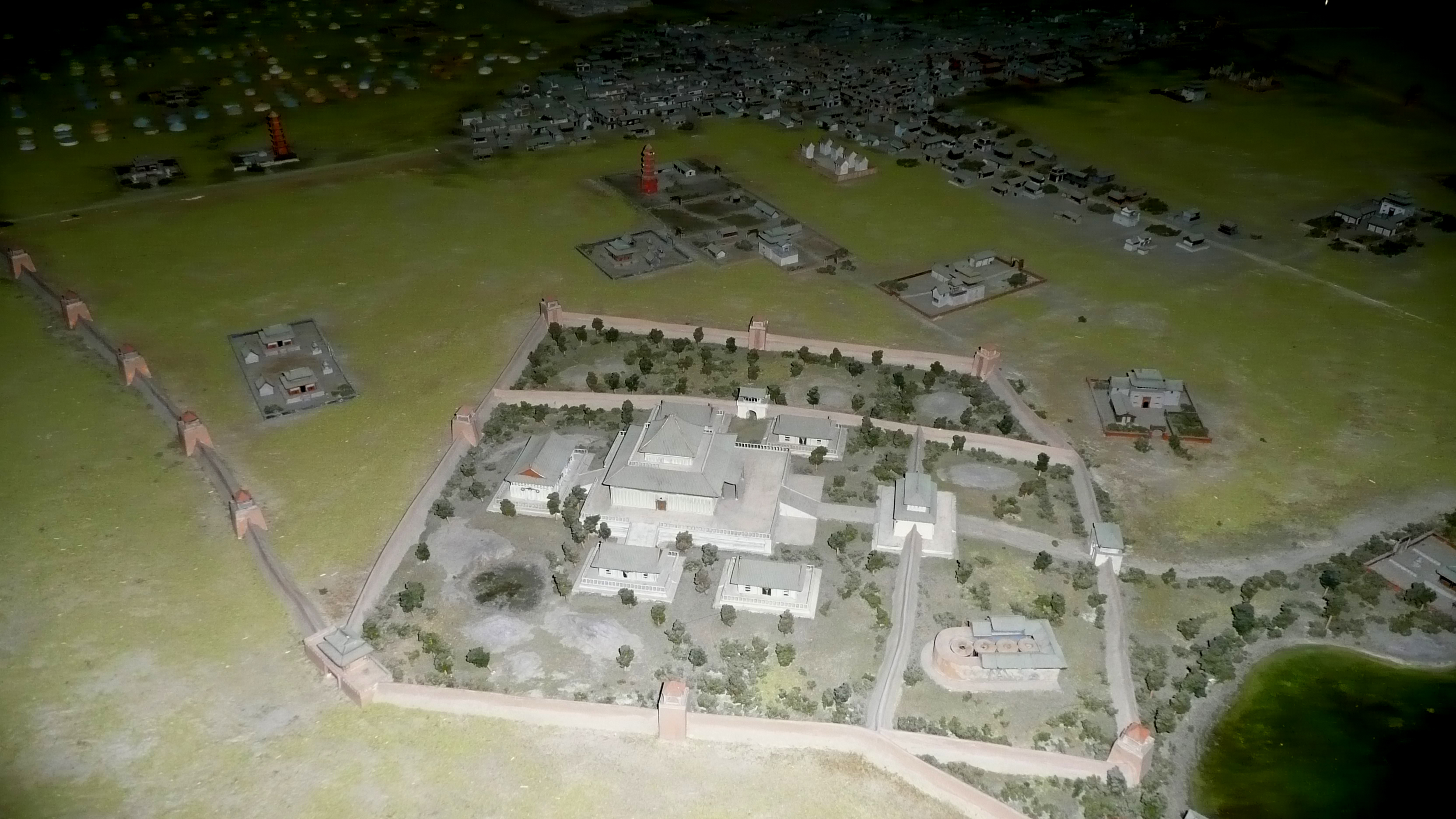

### Guvernarea si justitia

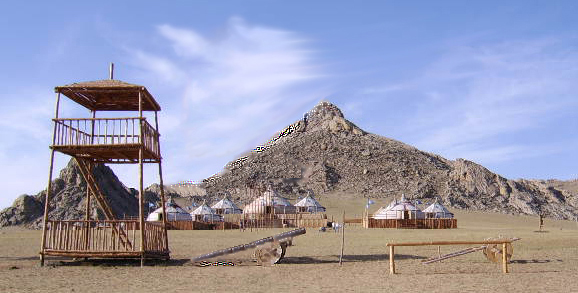
Trib mongol

Imperiul Mongol era guvernat de un cod de legi numit Yassa, ce însemna ordine sau decret. Un canon special al acestui cod a fost că împărțea obligatiuniile fiecărui om indiferent de rang. Pedepsele erau severe, incluzând pedeapsa cu moartea pentru viol și crimă. Disciplina a făcut din Imperiul Mongol o formațiune sigură și bine gestionată. Călători europeni ca Marco Polo au fost uimiți de organizarea și disciplină strictă a mongolilor.
Sub Yassa, căpeteniile și generalii erau selectați pe baza meritocrației. Libertatea religioasă era garantată, iar hoția și vandalizarea proprietăților civile în interiorul imperiului erau strict interzise. 
Impeirul era guvernat de o adunare numită Kurultai, în care căpeteniile mongole discutau cu marele Khan despre politicile interne și externe. Kurultaiul era convocat și pentru alegerea noului Khan. 
Genghis a fost tolerant cu alte religii, nepersecutând alți oameni de altă religie, permițând un progres cultural, fiind și o strategie militară (în timpul războiului cu Muhammad de Khawarezm, ceilalți lideri islamici au refuzat să se lupte cu Genghis). 
De-a lungul imperiului, rutele comerciale și sistemul poștal yam au fost create. Mulți negustori, mesageri și călători din China, Orientul Mijlociu și Europa s-au folosit de acest sistem. Genghis Khan a încurajat alfabetizarea, scutind învățătorii, legiuitorii, aristii de taxe. Taxele erau însă destul de mărite pentru majoritatea locuitorilor imperiului.
Orice rezistență împotriva mongolilor era reprimată cu pedepse colective. Orașele erau distruse, iar locuitorii măcelăriți dacă sfidau ordinele mongolilor.

### Religii

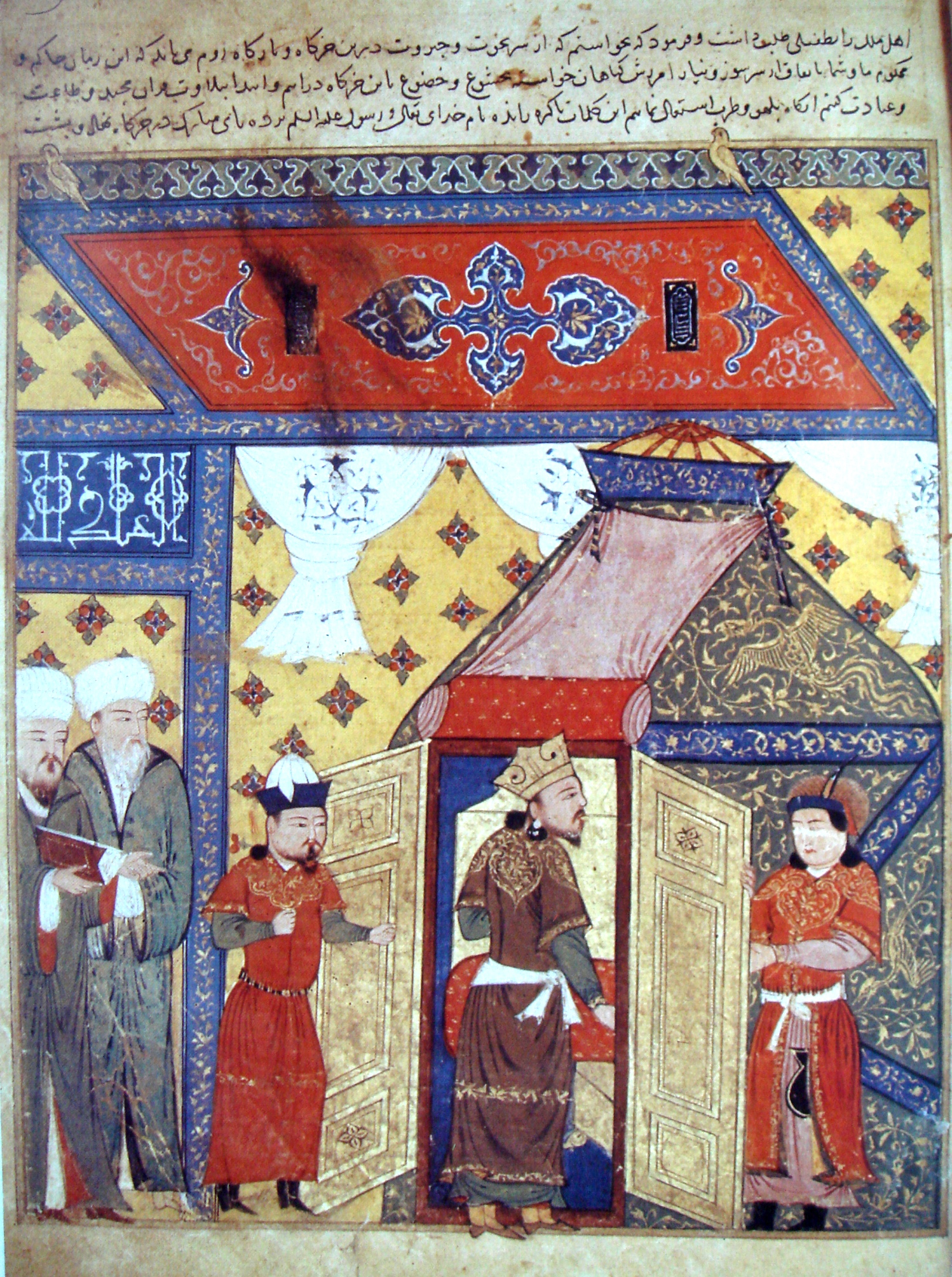
Convertirea lui Ghazan la islam

Genghis Han tolera budiști, creștini, maniheisti și musulmani. Pentru a preveni disputele, a menținut o instituție ce asigura libertatea religioasă, chiar dacă el era șamanist. Sub administrația sa, toți liderii religioși erau scutiți de taxe și servicii publice. 
Inițial, aveau câteva lăcașuri de cult datorită vieții nomadice. Sub Ogodai, multe proiecte majore au fost realizate în Karakorum. Au fost construite palate, temple budiste și taoiste, moschei și biserici. Religiile dominante erau șamanismul, tegrismul și budismul, deși soția lui Ogodai era creștină nestoriană. Trei din hanatele mongole erau islamice.

### Arta si literatura

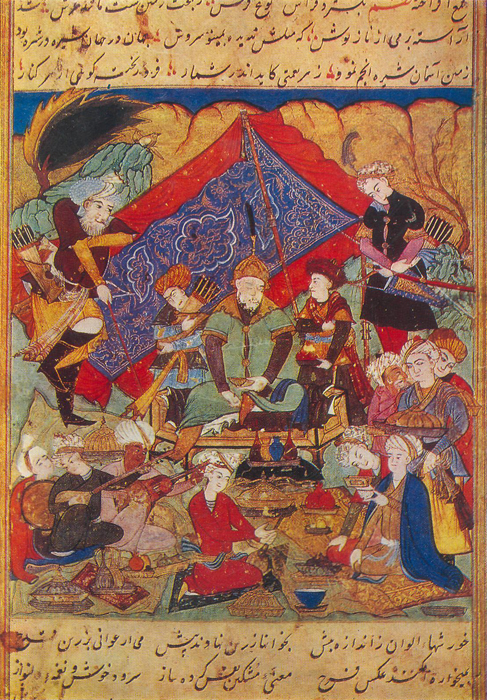
Timur la ospat

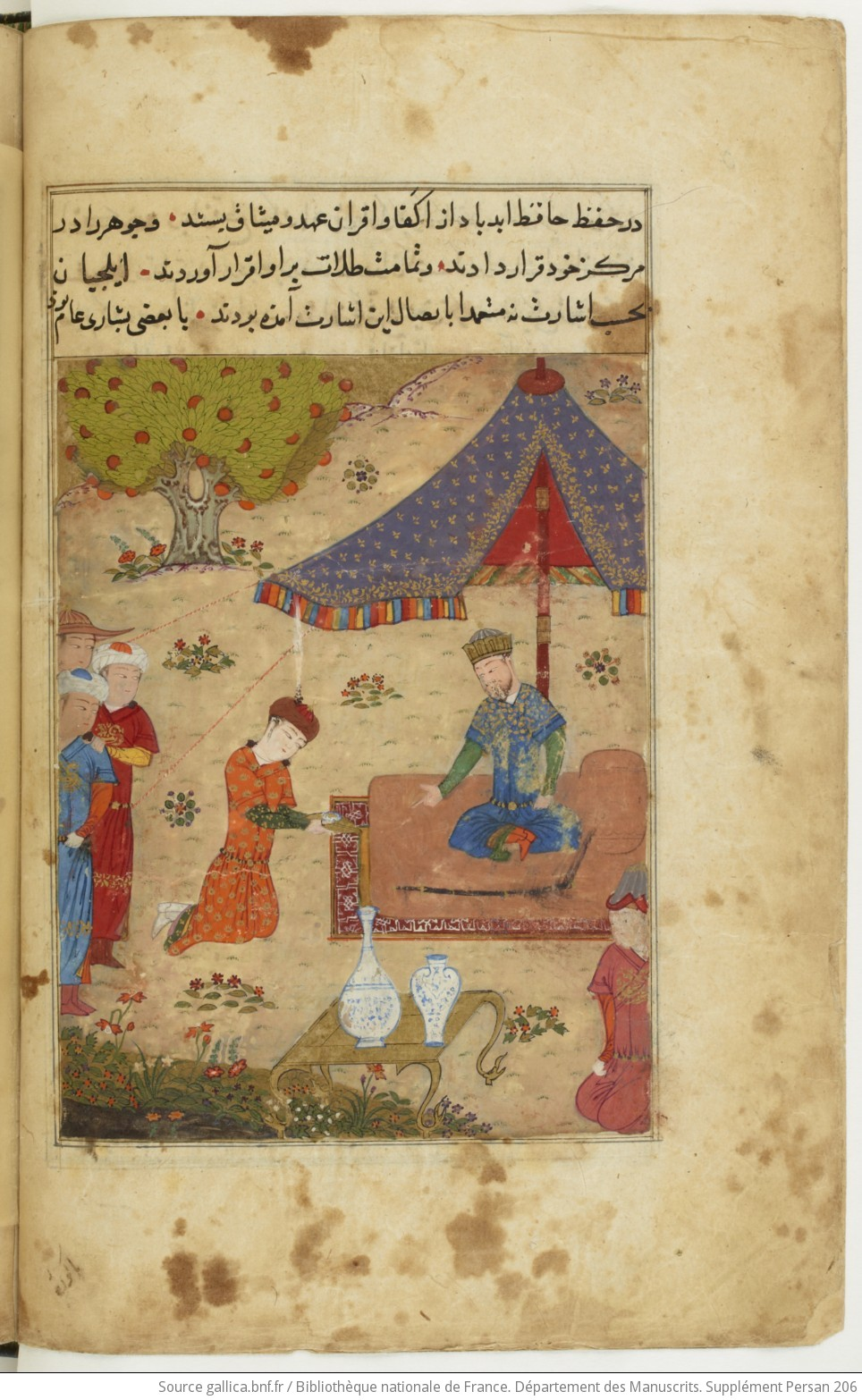
Miniatura persana

Cea mai veche sursă mongolă ce a supraviețuit este Istoria secretă a mongolilor, ce era dedicată familiei regale, scrisă după moartea lui Genghis Han. Cuprinde o genealogie însemnată și biografia lui Genghis, acoperind copilăria sa, consolidarea imperiului și domnia lui Ogodai.
O altă sursă mongolă este "Jami'al-tawarikh"-Istoria Universală, scrisă în secolul al XIV-lea de către Ilkhan Abaqa Khan, ce cuprinde o documentație asupra istoriei lumii, amplasând moștenirea mongolă în cadrul acesteia. Cu sute de pagini ilustrate, a fost într-adevăr prima carte de istorie universală. 
Scribii mongoli utilizau un amestec de rășină și pigmenți ca o formă primitivă de cerneală.
 
Mongolii apreciau artele vizuale, portretele ce reprezentau caii lor.

### Sistemul postal

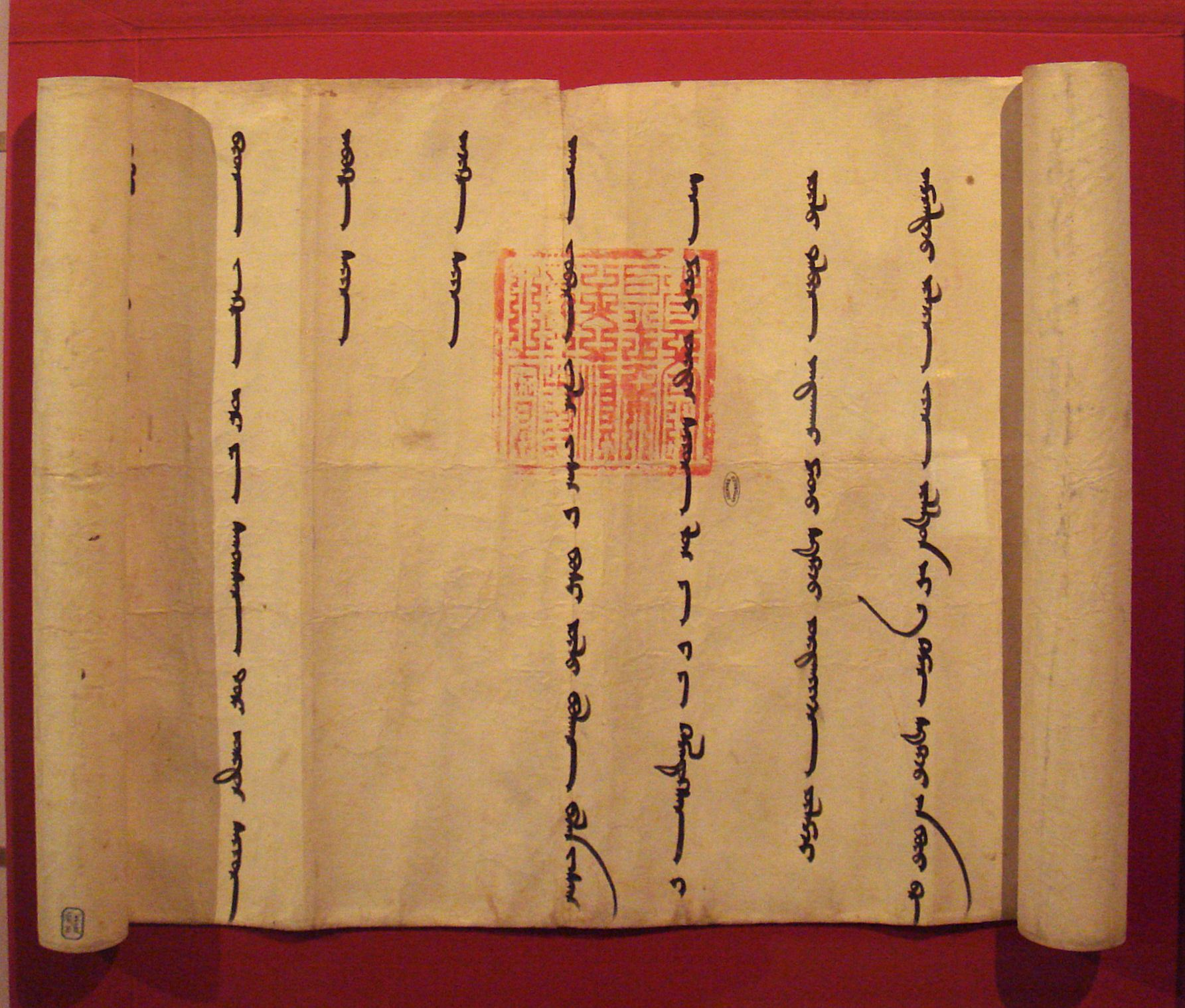
Scrisoare catre Filip cel Frumos.

Imperiul Mongol avea cel mai ingenios și eficient sistem poștal din lume, denumit „traseul Yam”. Posturile ce furnizau mesajele și erau păzite de gardieni erau numite örtöö, amplasate de-a lungul imperiului. Un sistem similar cu Yam va mai fi utilizat în SUA, în cadrul sistemului „Pony Express”. 
Un mesager călătorea călare 40 kilometri de la o stație poștală la următoare, primind un cal odihnit, pentru a livra cât mai repede posibil mesajele. 
Genghis și succesorul sau, Ogodai, au construit un sistem de drumuri, ca cel din Altai. Ogodai a organizat sistemul drumurilor, ordonând Hanatului Chagatai și Hoardei de Aur să lege drumurile din vestul imperiului.
Prin intermediul acestui sistem de comunicație, la moartea hanului Ogodai, forțele mongole conduse de Batu Han au ajuns la Karakorum din Europa Centrală în 4-6 săptămâni.
Kubilai Han a fondat dinastia Yuan, formând echipe pentru oficialii înalți. Sub domnia lui Kublai, sistemul de comunicații dispunea de 1400 de stații poștale, ce utilizau 50.000 de cai, 8.400 de boi, 6700 catâri, 4.000 de căruțe, și 6.000 de bărci. 
În Manciuria și sudul Siberiei, mongolii utilizau sănii trase de câini.

## Drumul Mătăsii

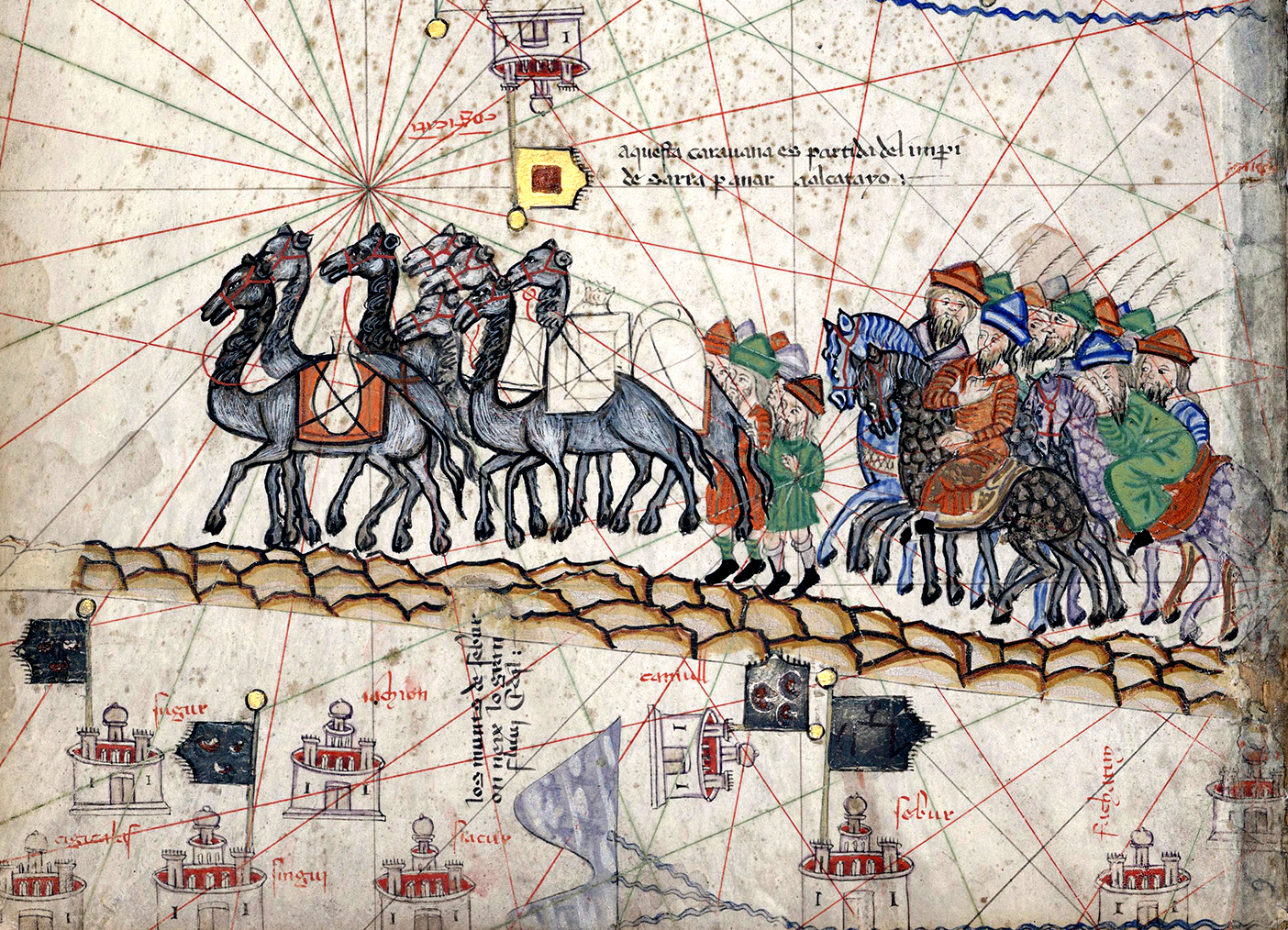
Caravana lui Marco Polo

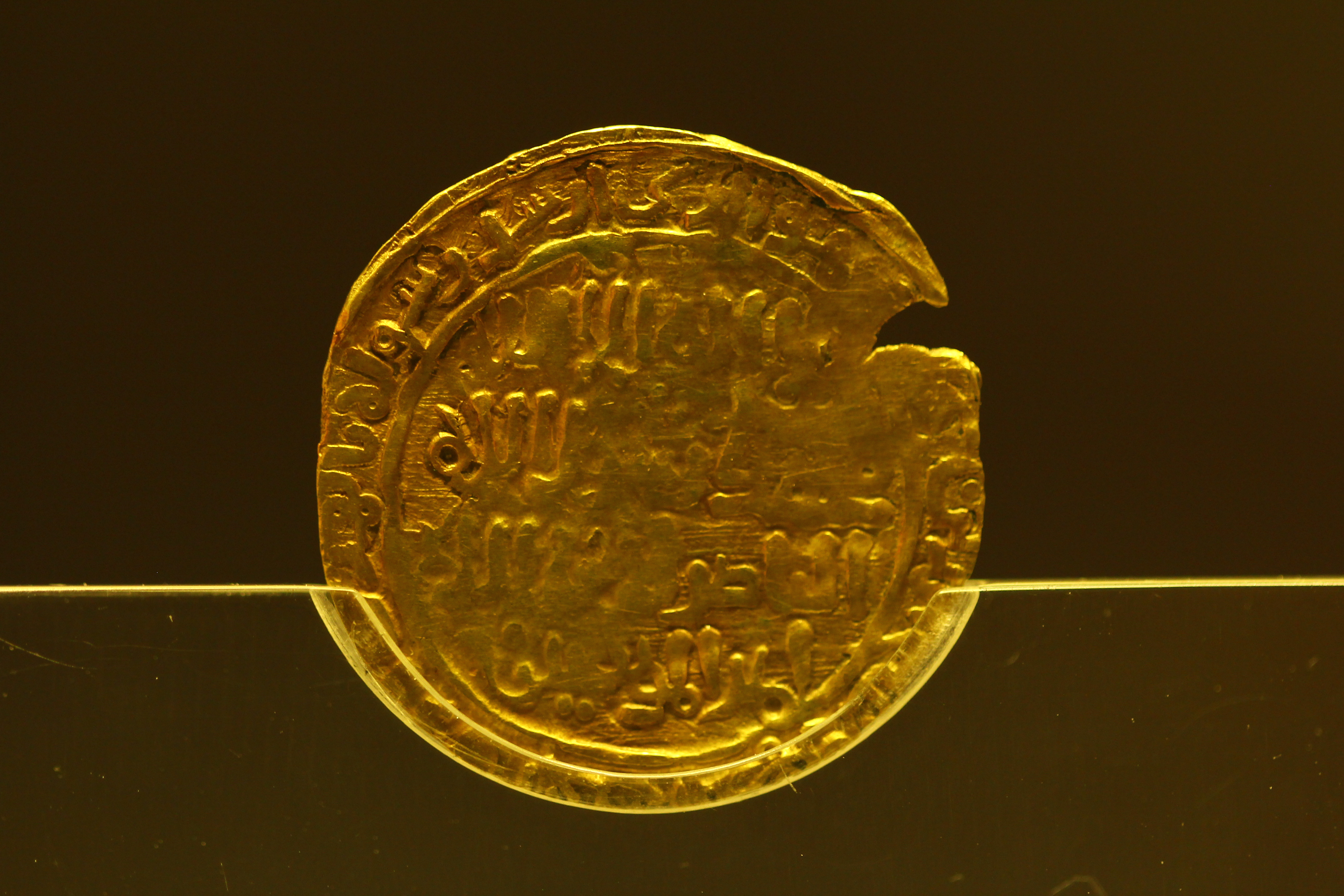
Monedă din aur

Genghis Han a încurajat comerțul. Negustorii aduceau informații din celelalte culturi, serveau ca diplomați și comercianți oficiali pentru mongoli, aducând multe produse esențiale.
Mongolii atrăgeau comercianți în capitală lor și îi trimiteau departe pentru aragamente ortod. Cu cât imperiul lor creștea, orice negustor sau ambasador primea protecție și beneficiau de cazare când călătoreau în ținuturile mongole. 
Marco Polo a fost unul dintre exploratorii vestici ce a călătorit de-a lungul drumului mătăsii, iar călugărul mongol chinez, Rabban Bar Sauma a făcut o călătorie comparabilă din Khanbaliq / Hanbalâk spre Europa, tot pe Drumul Mătăsii. 
Misionari că William de Rubruck, a călătorit spre curtea mongolă, convertind mulți mongoli, precum și emisari papali ce corespondeau cu liderii mongoli pentru a menține alianța franco-mongolă. 
Prin intermediul Drumului Mătăsii, călătorii europeni transportau produse exotice din Orientul Extrem.
După Genghis, afacerile prosperau sub Ogodai și Guyuk. Negustorii achiziționau îmbrăcăminte, alimente, informații pentru palatul imperial, și primeau scutiri de taxe și utilizau sistemul poștal. Serveau ca agricultori fiscali în China, Persia și Rusia. Dacă erau jefuiți de bandiți, pierderile erau compensate din trezoreria mongolă. 
Politicile s-au schimbat sub Mongke Khan. Din cauza spălării de bani și fiscalității împovărătoare, a încercat să limiteze abuzurile și a trimis investigatori imperiali pentru a supraveghea afacerile "ortog". A decretat ca toți comercianii să plătească impozite comerciale. Politică a continuat și în dinastia Yuan .

## Bilanț

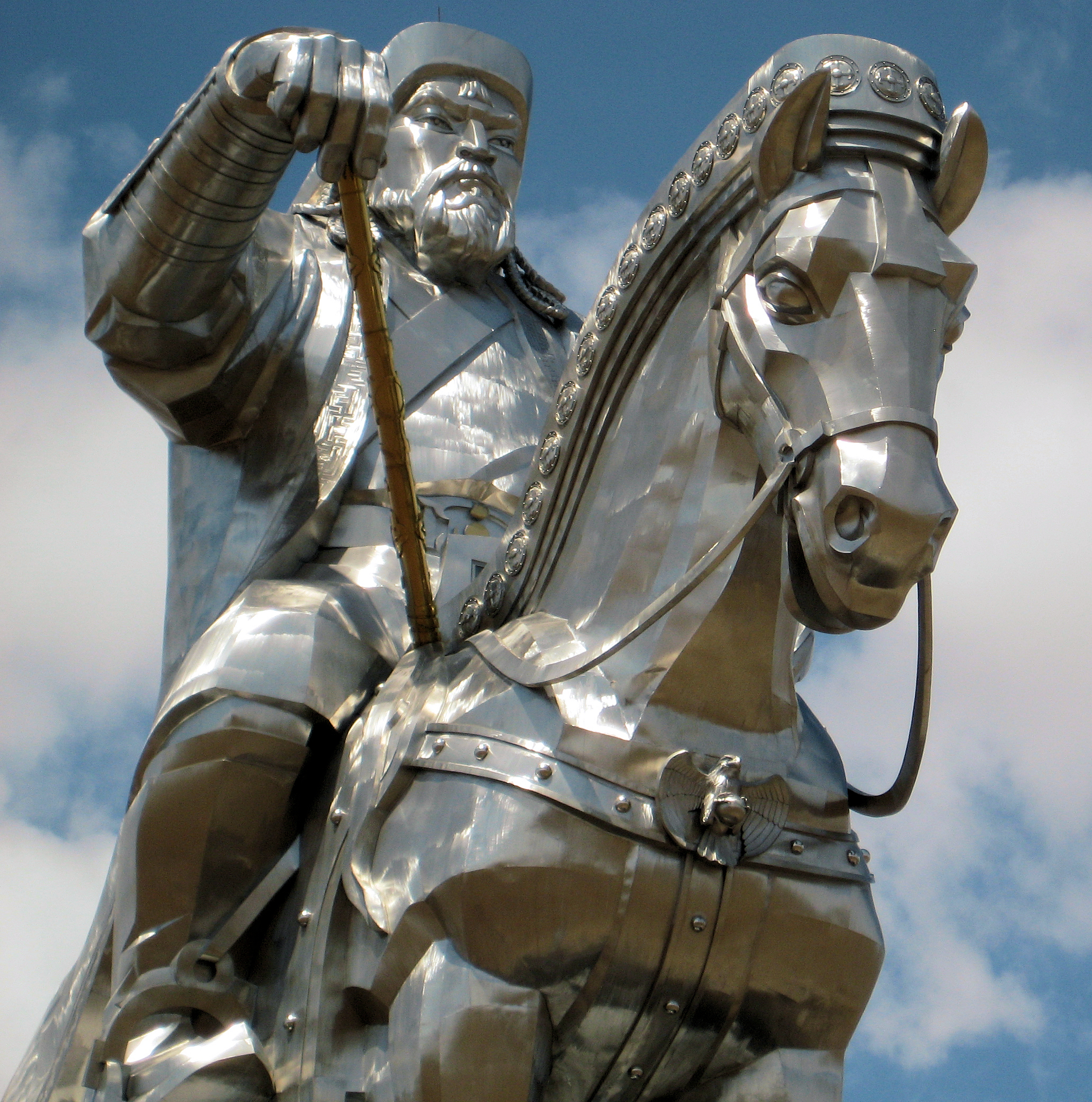
Statuia lui Genghis Khan

Imperiul Mongol a fost cel mai întins stat al lumii (peste 30 milioane km²) în 1230. Cuceririle au provocat mari bulversări demografice(mortalitate mare, hecatombe de oameni uciși, se produc multe mișcări de populații care fug din calea mongolilor și se mută la distanțe mari, spaima de mongoli fiind foarte mare ) și distrugeri materiale.
Ulterior, mongolii au stimulat producția meșteșugărească și mai ales comerțul la mare distanță. Cuceririle se soldează cu diverse produse jefuite ce vor fi valorificate de negustori . 
Negustorii sunt importanți pentru aducerea de lucruri necesare care nu sunt găsite, lucuri care ajută poate mai mult decât banii pentru a răsplăti armata, sau lucruri cu care era cumpǎrațǎ loialitatea. Se dezvoltă legăturile comerciale, (pe lângă Drumul Mătăsii): Hoarda de Aur a fost hanatul mongol ce a interacționat în Europa ce comitea jafuri și practică comerțul cu sclavi. 
Se clădește o relație între Hoardă de Aur și lumea mediteraneană unde era cerere de sclavi (atât în lumea creștină cât și în cea musulmană unde în Egipt în sec XIII, sultanii se bazează mult pe armate formate din sclavi cumpărați, numiți mameluci, care ajung și la putere, iar înainte de 1250 sclavii erau cumpărați din zona Cauzazului). 
Hulegu a intrat în conflict cu mamelucii, pe care deși nu i-a învins, a reușit să taie aprovizionarea cu sclavi din Caucaz. A intrat în conflict cu Berke, hanul Hoardei de Aur, iar atunci s-a stabilit conexiunea dintre Hoarda de Aur și Sultanatul din Egipt, aceștia fiind invitați să cumpere sclavi din porturile mediteraneene. 
Se intensifica relațiile dintre Europa și Extremul Orient prin intermediul cǎlǎtoriei familiei Polo.
Imperiul Mongol a avut un impact de lungă durata, unificând regiuni întregi din Rusia și China.Mongolii ar fi fost asimilați de populațiile locale după căderea imperiului, iar unii dintre descendenții lor s-au convertit la budism sau la islam, cei mai mulți convertindu-se la sufism. 
Cuceririle mongole au provocat distrugeri la o scară fără precedent în unele regiuni geografice, ducând la schimbări demografice radicale în Asia, migrația în masă a triburilor persane din Asia Centrală în Iranul de azi. Lumea islamică a fost supusă multor schimbări că urmare a invaziilor mongole, populația suferind de boli și foamete, trei sferturi din populație: 10-15 milioane de oameni murind. 
Mongolii au introdus un sistem de scriere, un alfabet mongol bazat pe cel uiguric, utilizat azi în Mongolia. 

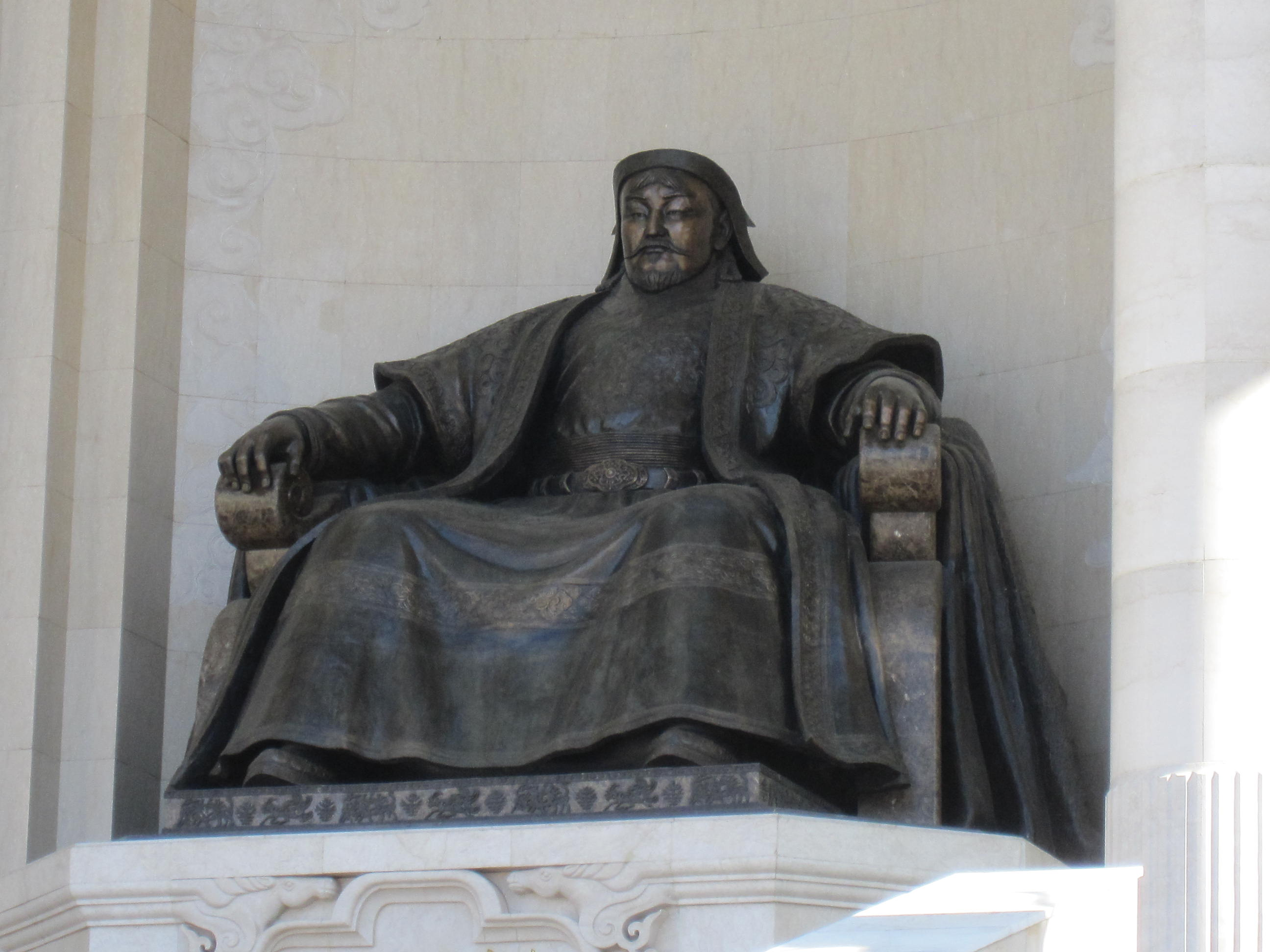

Unele dintre alte consecințele pe termen lung ale Imperiului Mongol includ: 
Creșterea importanței Moscovei în timpul jugului mongolice-tătare la puțin timp după ce mongolii le colectau tributul. Rușii au câștigat în cele din urmă puterea militară sub țarul Ivan al III-lea, inlaturandu-i pe mongoli din proaspătul Tarat Rus. 
Cunoașterea Europei a lumii necunoscute prin informațiile transmise prin intermediul ambasadorilor și comercianților. Cartea lui Marco Polo l-a motivat pe Columb să navigheze spre "Lumea Nouă" unde credea că va ajunge în țară Chatay a marelui Khan din China. 
Marea Ciumă sau Moartea Neagră ce a devastat Europa în anii 1340 ar fi ajuns din China de-a lungul rutelor comerciale ale Imperiului Mongol. În 1347, orașul genovez Caffa, un centru comercial din peninsula Crimeea, a fost asediat de mongoli conduși de Janibeg. După un asediu prelungit, în urmă căruia izbucnise o epidemie de ciumă în radul soldaților mongoli, Janibeg a decis să catapulteze cadavrele peste zidurile orașului, infectând locuitorii. Comercianții genovezi s-au refugiat în Europa, răspândind ciumă prin intermediul corăbiilor ce călătoreau în partea de sud a Europei. Ciumă s-a extins rapid în zonele urbane aglomerate, pornind o pandemie ce a ucis 20 de milioane de europeni în Europa, 100 milioane la nivel global.
30 de milioane de oameni au fost uciși de mongoli în mod direct, deși unele estimări indică numere mai mari de 80 de milioane, depășind numărul victimelor din cel de-al doilea război mondial. Populația Chinei a scăzut în 50 de ani de guvernare mongolă, de la 120 de milioane de locuitori în 1279 la 60 de milioane în 1300 în urmă ciumei și foametei produse de distrugerile materiale. 
Au impus dreptul la divorț și au descurajat tradiția legării picioarelor femeilor chineze. De asemenea, au existat și femei-războinice că Chatulun ce aveau roluri mari în execuțiile în masă.
Jumătate din populația rusă a murit în timpul invaziilor, populația scăzând de la 7,5 milioane la 3 milioane. Două sute de locuitori din Ungaria au fost uciși . Mongolii ucideau oameni indiferent de sex și de vârstă, violând și umilind femeile din plăcere. 
Mongolii s-au folosit de tactici ce presupuneau anihilarea populațiilor urbane care refuzau să se predea. Multe orașe au fost distruse.Orașul Hamadan din Persia a fost distrus, și fiecare om a fost executat de Subotai. De multe ori, armatele mongole se utilizau de localnici pentru a-i încorpora în armatele lor. Utilizau tactici de intimidare. Se bazau pe îndemnare militară, rezistență, meritocrație și disciplină. 
Hanatul Crimeii a fost cel mai longeviv stat succesor al Imperiului Mongol; a fost în cele din urmă anexat de Rusia în 1783.